# Aeropuerto de Alicante-Elche Miguel Hernández
El Aeropuerto Internacional de Alicante-Elche Miguel Hernández (IATA: ALC, OACI: LEAL), también conocido popularmente como Aeropuerto de El Altet, es un aeropuerto español de Aena que se encuentra a 8 km al suroeste de Alicante. Está ubicado en el término municipal de Elche, a 10 km al este de su casco urbano, entre las pedanías de El Altet y Torrellano. Por su situación, este aeropuerto da servicio a una gran parte del levante español. Tradicionalmente ha tenido un importante tráfico chárter aunque actualmente la mayor parte del tráfico es regular e internacional.
Ocupa el quinto lugar en la red aeroportuaria española según número de pasajeros, tras los aeropuertos de Madrid-Barajas, Barcelona, Palma de Mallorca y Málaga-Costa del Sol y se sitúa entre los 50 de mayor tránsito dentro de Europa. Tras los resultados estadísticos del mes de diciembre de 2010, ocupa la cuadragésima posición en la red aeroportuaria europea según número de pasajeros. Además, representa el aeropuerto de mayor tráfico de pasajeros de la Comunidad Valenciana.
En la última década han acontecido importantes eventos, entre ellos destacan la puesta en marcha de la Terminal 2 en enero de 2007 y la apertura de una base de operaciones de la compañía Ryanair en noviembre de 2007. Dicha terminal amplió la capacidad del aeropuerto en un 20% y supuso un área provisional para el tratamiento de pasajeros hasta la apertura de la Nueva Área Terminal, inaugurada el 23 de marzo de 2011. Su puesta en marcha significa la mayor ampliación de la historia del aeropuerto, duplicando la capacidad existente hasta entonces. Tras su apertura, las antiguas terminales (T-1 y T-2) se encuentran fuera de servicio para el tráfico de pasajeros.
En 2021 se añadió el nombre del poeta oriolano Miguel Hernández, coincidiendo con el 110.º aniversario de su nacimiento.

## Introducción
El Aeropuerto de Alicante-Elche Miguel Hernández, comúnmente conocido como Aeropuerto de El Altet, atiende fundamentalmente tráfico turístico. El porcentaje de pasajeros de vuelos internacionales es el ochenta por ciento del total. El Reino Unido, Alemania, Holanda y Noruega son los países que aportan más pasajeros.
Así mismo, el tráfico regular nacional ha ido aumentando en los últimos años. Madrid (puente aéreo), Palma de Mallorca y Barcelona son los tres destinos más demandados.
En el año 2024, el aeropuerto alicantino registró un tráfico de 18.387.387 pasajeros, 116.270 operaciones y 4.247 toneladas de carga.

## Geografía física

### Ubicación
Situado entre los núcleos urbanos de El Altet y Torrellano, dentro del término municipal de Elche, se encuentra a 8 km al suroeste de la ciudad de Alicante y a 10 km al este del casco urbano de la ciudad de Elche, aunque no cuenta con parada de tren.

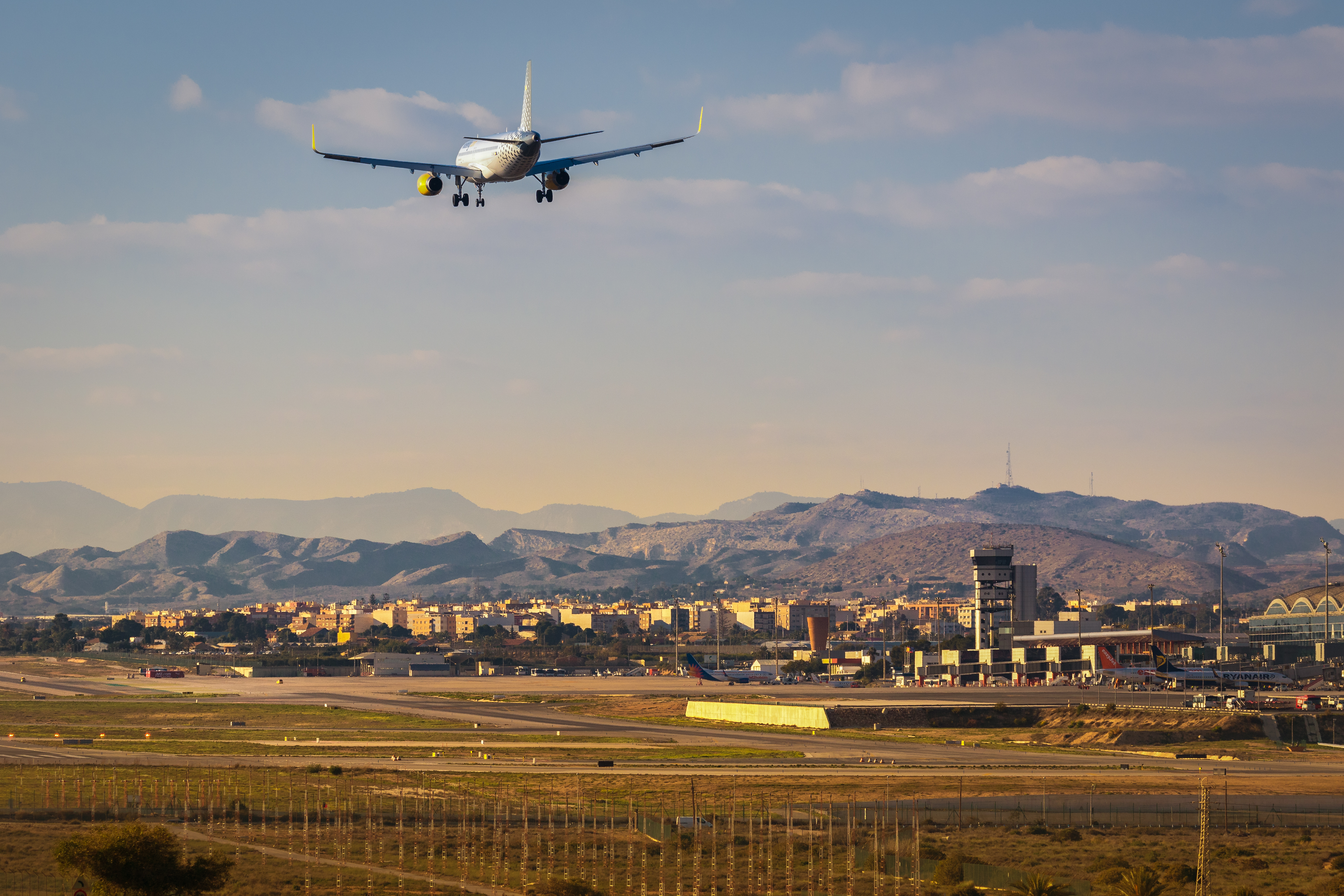
Avión aterrizando en el aeropuerto

El aeropuerto se encuentra enclavado en el centro de una dilatada zona turística que abarca desde Denia a Mazarrón (420 km de litoral), donde existen numerosas ciudades con una actividad industrial dinámica y una agricultura tecnificada.
Su área de influencia repercute fundamentalmente en las provincias de Alicante y Murcia y alcanza importantes ciudades y zonas turísticas como Alicante, Benidorm, Altea, Calpe, Jávea, Denia, Santa Pola, Guardamar del Segura, Torrevieja, Orihuela, Murcia, Cartagena, La Manga del Mar Menor y otras ciudades industriales como Elche, Crevillente, Monforte del Cid, Novelda, Elda-Petrel, Villena, Ibi, Alcoy entre otras.
Se trata de un área muy poblada (1 901 594 habitantes en la provincia de Alicante y 1 531 439 en la Región de Murcia, según datos del INE 2022) y de fuerte densidad demográfica (326,9 hab./km² en la provincia de Alicante y 133,6 hab./km² en la Murcia). La población de ambas provincias, tiene un alto porcentaje de residentes de nacionalidad extranjera, siendo Alicante la provincia con mayor porcentaje de todas las provincias españolas.

### Relieve
El aeropuerto de El Altet se sitúa sobre una extensa formación cuaternaria de la cuenca de Elche que presenta modelo de glacis, a 43 metros sobre el nivel del mar. Los accidentes topográficos son prácticamente nulos. Lo único que altera el paisaje inmediato son las elevaciones miocénicas de la Sierra de Colmenares (apenas rebasa los 100 metros de altitud) que, en sentido este-oeste, se localiza a poco más de 1 km al norte del aeropuerto.

### Clima
La intensidad y la dirección de los vientos, en contadas ocasiones rebasan los 20 nudos con componentes oeste y noroeste fundamentalmente. Las características térmicas y pluviométricas del área (por encima de los 18 °C y menos de 300 mm de media anual) y los altos índices de visibilidad (en el 99,5% de las mediciones se superan los 4800 metros), conceden al aeropuerto una ubicación óptima que le permite un uso eficaz, sobre todo por la excelente orientación de la pista de vuelo. En escasas ocasiones el tiempo ha impedido el funcionamiento del aeropuerto, tan solo en la DANA de 2019 cuando cayeron más de 150 mm en pocas horas tuvo que ser cerrado.
| Parámetros climáticos promedio de Observatorio de Alicante-Elche Aeropuerto (43 m s. n. m.) (periodo de referencia: 1981-2010, extremas: 1967-2022)                                                                       | Parámetros climáticos promedio de Observatorio de Alicante-Elche Aeropuerto (43 m s. n. m.) (periodo de referencia: 1981-2010, extremas: 1967-2022) | Parámetros climáticos promedio de Observatorio de Alicante-Elche Aeropuerto (43 m s. n. m.) (periodo de referencia: 1981-2010, extremas: 1967-2022) | Parámetros climáticos promedio de Observatorio de Alicante-Elche Aeropuerto (43 m s. n. m.) (periodo de referencia: 1981-2010, extremas: 1967-2022) | Parámetros climáticos promedio de Observatorio de Alicante-Elche Aeropuerto (43 m s. n. m.) (periodo de referencia: 1981-2010, extremas: 1967-2022) | Parámetros climáticos promedio de Observatorio de Alicante-Elche Aeropuerto (43 m s. n. m.) (periodo de referencia: 1981-2010, extremas: 1967-2022) | Parámetros climáticos promedio de Observatorio de Alicante-Elche Aeropuerto (43 m s. n. m.) (periodo de referencia: 1981-2010, extremas: 1967-2022) | Parámetros climáticos promedio de Observatorio de Alicante-Elche Aeropuerto (43 m s. n. m.) (periodo de referencia: 1981-2010, extremas: 1967-2022) | Parámetros climáticos promedio de Observatorio de Alicante-Elche Aeropuerto (43 m s. n. m.) (periodo de referencia: 1981-2010, extremas: 1967-2022) | Parámetros climáticos promedio de Observatorio de Alicante-Elche Aeropuerto (43 m s. n. m.) (periodo de referencia: 1981-2010, extremas: 1967-2022) | Parámetros climáticos promedio de Observatorio de Alicante-Elche Aeropuerto (43 m s. n. m.) (periodo de referencia: 1981-2010, extremas: 1967-2022) | Parámetros climáticos promedio de Observatorio de Alicante-Elche Aeropuerto (43 m s. n. m.) (periodo de referencia: 1981-2010, extremas: 1967-2022) | Parámetros climáticos promedio de Observatorio de Alicante-Elche Aeropuerto (43 m s. n. m.) (periodo de referencia: 1981-2010, extremas: 1967-2022) | Parámetros climáticos promedio de Observatorio de Alicante-Elche Aeropuerto (43 m s. n. m.) (periodo de referencia: 1981-2010, extremas: 1967-2022) |
| Mes | Ene. | Feb. | Mar. | Abr. | May. | Jun. | Jul. | Ago. | Sep. | Oct. | Nov. | Dic. | Anual |
| --- | --- | --- | --- | --- | --- | --- | --- | --- | --- | --- | --- | --- | --- |
| Temp. máx. abs. (°C) | 28.3 | 29.2 | 34.8 | 35.2 | 38.0 | 38.9 | 42.4 | 41.9 | 39.8 | 34.3 | 31.0 | 27.0 | 42.4 |
| Temp. máx. media (°C) | 16.7 | 17.4 | 19.4 | 21.1 | 23.8 | 27.6 | 30.1 | 30.7 | 28.5 | 24.7 | 20.3 | 17.3 | 23.2 |
| Temp. media (°C) | 11.6 | 12.3 | 14.0 | 15.9 | 18.9 | 22.8 | 25.5 | 26.1 | 23.8 | 19.8 | 15.4 | 12.5 | 18.2 |
| Temp. mín. media (°C) | 6.5 | 7.1 | 8.7 | 10.7 | 13.9 | 18.0 | 20.8 | 21.5 | 19.0 | 14.9 | 10.6 | 7.5 | 13.3 |
| Temp. mín. abs. (°C) | -2.6 | -1.4 | -0.9 | 1.7 | 6.4 | 10.3 | 13.6 | 14.0 | 10.0 | 5.0 | -0.2 | -3.8 | -3.8 |
| Precipitación total (mm) | 21 | 20 | 20 | 27 | 28 | 10 | 4 | 5 | 40 | 46 | 34 | 22 | 277 |
| Días de precipitaciones (≥ 1 mm) | 3.6 | 2.9 | 3.1 | 3.7 | 3.7 | 1.6 | 0.7 | 0.9 | 3.3 | 4.1 | 3.8 | 3.7 | 35.1 |
| Horas de sol | 184 | 179 | 221 | 251 | 291 | 316 | 344 | 313 | 243 | 218 | 174 | 165 | 2953 |
| Humedad relativa (%) | 61 | 61 | 60 | 57 | 59 | 58 | 59 | 61 | 63 | 64 | 64 | 63 | 61 |
| Fuente: Agencia Estatal de Meteorología Con temperaturas muy suaves en el invierno y cálidas en el verano, lluvias concentradas principalmente en el otoño (de septiembre a noviembre) y con un verano marcadamente seco. | | | | | | | | | | | | | |

## Estadísticas

### Evolución del año en curso
| Evolución del año en curso (2025) | Evolución del año en curso (2025) | Evolución del año en curso (2025) | Evolución del año en curso (2025) | Evolución del año en curso (2025) | Evolución del año en curso (2025) | Evolución del año en curso (2025) | Evolución del año en curso (2025) |
| Mes                               | Pasajeros                         | % vs. 2024                        | Operaciones                       | % vs. 2024                        | Carga (kg)                        | % vs. 2024                        |                                   |
| --------------------------------- | --------------------------------- | --------------------------------- | --------------------------------- | --------------------------------- | --------------------------------- | --------------------------------- | --------------------------------- |
| Enero                             | 1.057.214                         | +10,3%                            | 7.123                             | +10,1%                            | 356.615                           | -4,5%                             |                                   |
| Febrero                           | 1.166.789                         | +16,4%                            | 7.575                             | +18,9%                            | 308.261                           | -3,9%                             |                                   |
| Marzo                             | 1.475.739                         | +16,4%                            | 9.396                             | +19,1%                            | 352.517                           | +2,6%                             |                                   |
| Abril                             | 1.732.423                         | +8,9%                             | 10.890                            | +7,8%                             | 341.168                           | -8,0%                             |                                   |
| Mayo                              | 1.850.620                         | +5,8%                             | 11.697                            | +6,2%                             | 362.015                           | -3,5%                             |                                   |
| Junio                             | 1.921.706                         | +8,4%                             | 11.730                            | +7,1%                             | 354.656                           | +1,7%                             |                                   |
| Julio                             | 2.106.991                         | +5,9%                             | 12.829                            | +5,7%                             | 385.478                           | +3,1%                             |                                   |
| Agosto                            | -                                 | -%                                | -                                 | -%                                | -                                 | -%                                |                                   |
| Septiembre                        | -                                 | -%                                | -                                 | -%                                | -                                 | -%                                |                                   |
| Octubre                           | -                                 | -%                                | -                                 | -%                                | -                                 | -%                                |                                   |
| Noviembre                         | -                                 | -%                                | -                                 | -%                                | -                                 | -%                                |                                   |
| Diciembre                         | -                                 | -%                                | -                                 | -%                                | -                                 | -%                                |                                   |
| Total                             | 11.311.482                        | +9,5%                             | 71.240                            | +9,7%                             | 2.460.710                         | -1,8%                             |                                   |

El año 2025 promete ser para el aeropuerto de Alicante un año de consolidación del gran aumento dado en 2024, tanto de las operaciones como de los destinos, y de aumento continuo en vista de las planificaciones de las aerolíneas con unas previsiones de crecimiento hasta cercana de los 20 millones de pasajeros (para un aumento del 9%). Totalmente consolidado como quinto de la red de AENA. En marzo recibió fue doblemente premiado por el ACI, siendo por quinta vez (tercera consecutiva) el 'Mejor de Europa' de su categoría en 2024, y también ha incluido la terminal alicantina en su cuadro de honor en que solo 10 aeropuertos han recibido el reconocimiento 'ACI World Director General's Roll of Excellence'.
Debido a la constante reclamación de la sociedad, el empresariado y las administraciones alicantinas de la construcción de su segunda pista y la llegada del tren, el ministerio ha anunciado una serie de obras para posibilitar y asegurar el futuro crecimiento de pasajeros y operaciones.

## Historia

### Antecedentes

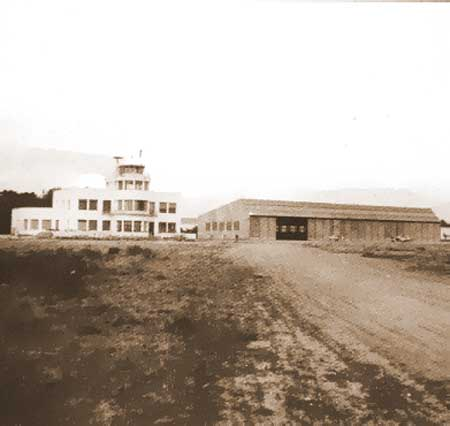
Aeródromo de Rabasa (Alicante).

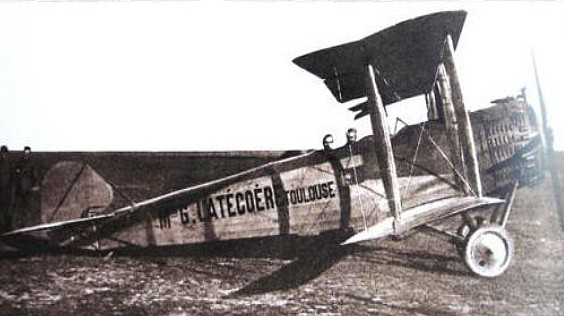
Líneas Aéreas Latécoére (modelo de avión: Salmson 2A2).

Antes de construirse el aeropuerto actual, Alicante disponía de la Base Aérea de Rabasa, que se había creado con fines militares durante la Guerra Civil. Sin embargo, esta fue utilizada por la aviación comercial de manera irregular y con bastantes dificultades debido a una serie de condiciones desfavorables (edificaciones muy próximas, accesos difíciles...). Pese a todo, este aeropuerto fue clasificado como aduanero y abierto al tráfico internacional por Orden de 26 de julio de 1951. El crecimiento del tráfico de pasajeros ya fue notable en los primeros años, pues pasó de 3171 en 1951 a 8552 en 1958.
Las instalaciones de Rabasa se mostraron muy pronto insuficientes como consecuencia de su incapacidad para el aterrizaje de grandes aeronaves y del potencial de tráfico derivado de la privilegiada situación de esta zona peninsular para el aprovechamiento turístico. Por ello, las compañías BEA e Iberia, británica y española, respectivamente, establecieron un servicio aéreo entre Londres y Valencia. La mayor parte de los turistas se dirigían en autobús desde Valencia a las costas alicantinas. Con motivo del Plan Nacional de Desarrollo Económico y Social fue aconsejable, por lo tanto, dotar a Alicante de un aeropuerto eminentemente turístico, ya que se consideró que dicha iniciativa llevaría consigo el establecimiento de líneas regulares, nacionales e internacionales, sin olvidar que la parte fundamental del tráfico se realizaría con carácter irregular en los denominados vuelos charter.
Estas perspectivas exigían condiciones e instalaciones que no se daban en la Base de Rabasa, cuya ampliación quedaba constreñida por su peculiar emplazamiento. Fue necesario buscar terrenos apropiados, con las características idóneas de relieve, vientos, nieblas, etc. para erigir un aeropuerto nuevo. Estas condiciones se encontraron en una llanura al sur de la ciudad de Alicante, junto al litoral, cerca de los núcleos ilicitanos de El Altet y Torrellano, es decir, en el mismo lugar donde estuvo emplazado el primer campo de vuelos exclusivamente civil que hubo en España, propiedad de la empresa francesa Lignes Aériennes Latécoère. Dicha compañía lo utilizaba como escala de sus correos con Dakar (Senegal) a principios de la pasada centuria. Desde el año 1927 su uso corrió a cargo de la compañía Aeropostale, precursora de Air France, para los enlaces con Argelia.

### Inicios

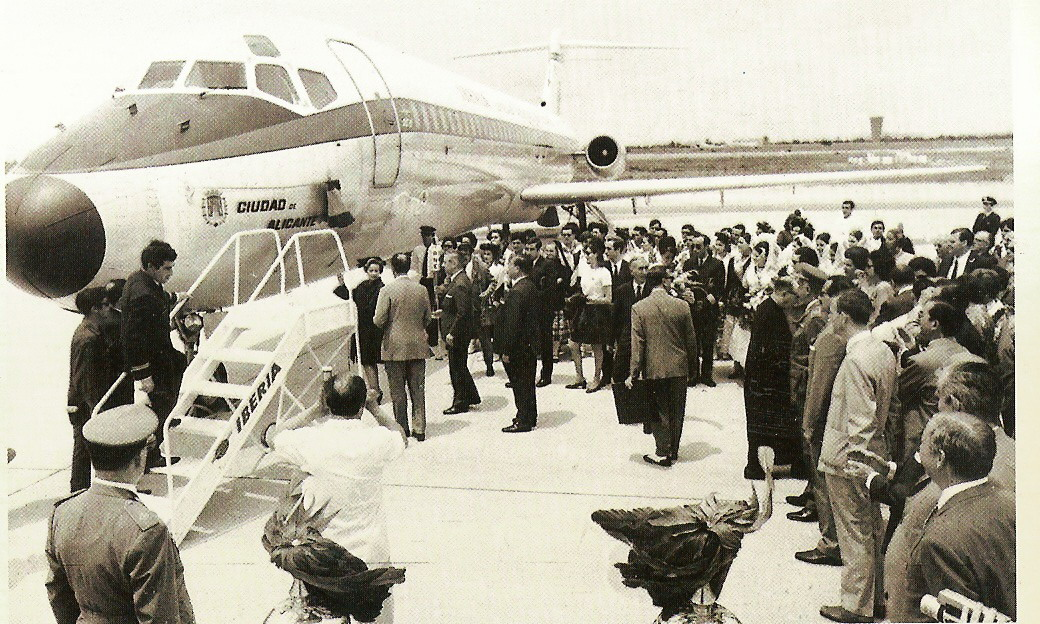
Bendición del "Ciudad de Alicante" en 1969, El Altet.

El actual aeropuerto se abrió al tráfico el 4 de mayo de 1967 con instalaciones, infraestructura y equipos capaces para prestar servicio a un millón de pasajeros. Ese mismo día, aterriza el primer avión que procedía de Madrid, un Convair Metropolitan de la compañía Aviaco. La compañía Iberia se incorpora al tráfico del aeropuerto en el 1 de abril de 1968 con sus líneas Alicante-Madrid y Alicante-Barcelona.
Desde su inauguración, ha supuesto la creación de un modelo turístico y de crecimiento para la provincia de Alicante. Actualmente es la primera empresa de la provincia, generando 10 000 puestos de trabajo estables y otros 25 000 de forma indirecta.

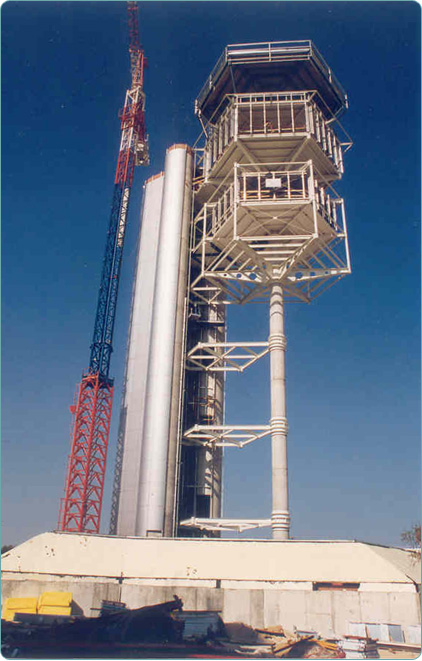
La nueva torre de control durante su construcción.

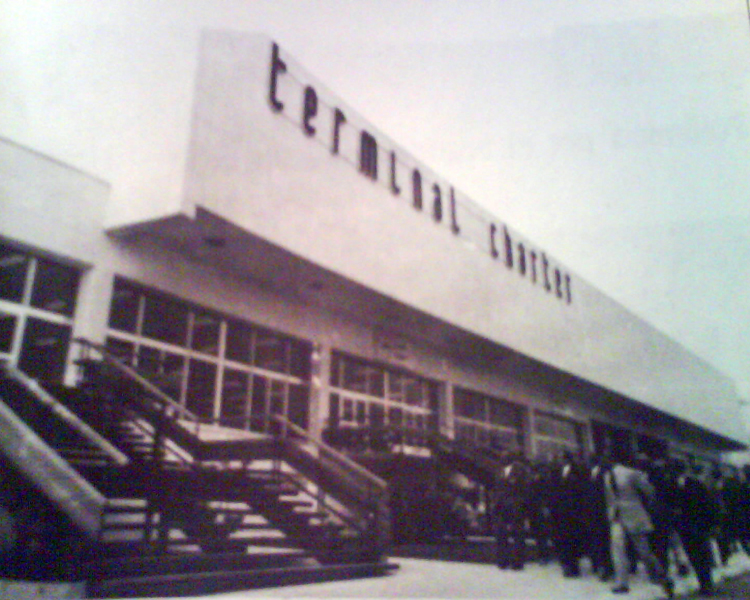
Terminal Chárter inaugurada en 1972.

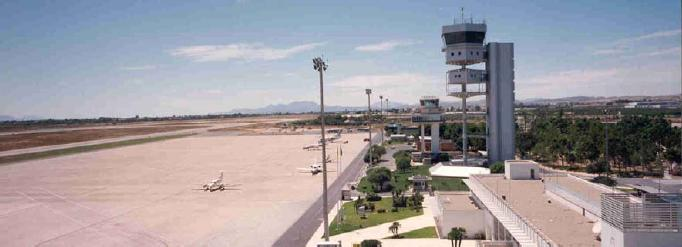
Ambas torres simultanearon el control aéreo durante los primeros meses, tras la inauguración de la nueva torre de control.

En el año 1971 se supera la capacidad que disponía el aeropuerto, con 1 250 554 pasajeros. El incremento del tráfico obligó a construir un nuevo edificio terminal en el año 1972. El nuevo edificio se utilizó en un principio, solo para vuelos internacionales. La segunda fase se concluye en 1974, y se incorpora el tráfico nacional en marzo de 1975.
El crecimiento sostenido del tráfico hace posible alcanzar los dos millones de pasajeros en 1978, lo que obliga a reformar la terminal de pasajeros y ampliar el estacionamiento de aeronaves en 60 000 metros cuadrados. Por razones operativas, se amplía la pista hasta los 3000 metros.
Desde 1968, el movimiento de pasajeros creció de forma enérgica y continuada, multiplicándose el tráfico por diez en veinte años, para alcanzar los 3 000 000 pasajeros/año en 1988.
En 1996 se llevó a cabo una profunda reforma, que permitió atender a los nueve millones de pasajeros anuales que utilizan sus instalaciones en un breve espacio de tiempo. Para el embarque se instalaron cinco pasarelas telescópicas, y se construyó un nuevo edificio de oficinas para compañías aéreas, centro de operaciones y área de negocios. También se amplió la capacidad del aparcamiento de vehículos, se construyó una nueva salida rápida hacia la cabecera 28 y se amplió la plataforma de aeronaves.
Paralelamente a esta intensa reforma, se inauguró la nueva torre de control durante la primavera de 1996. Impedimentos de tipo técnico, aplazaron su operatividad con total normalidad hasta febrero de 1997. Durante nueve meses, se simultaneó el control aéreo entre ambas torres, contando con la antigua instalación como elemento auxiliar. La torre de control de El Altet se convirtió en el edificio más emblemático del aeropuerto de la provincia de Alicante, con un diseño vanguardista propio de los mejores aeropuertos de la Unión Europea.

### Presente
El constante crecimiento del tráfico aeroportuario, hizo necesario plantear una oferta de ampliación del Área Terminal de Alicante durante el año 2002, de la que fue adjudicataria la Unión Temporal de Empresas (UTE) GSG (GOP Oficina de Proyectos, SENER y GHESA), que se encargó de la documentación técnica y el diseño funcional de esta.
A finales de noviembre del año 2004, AENA adjudicó la construcción de un área provisional de tratamiento de pasajeros (Terminal 2), para dar respuesta al continuo crecimiento del tráfico de pasajeros y operaciones. La construcción fue adjudicada a la UTE formada por las empresas Seop y Lubasa. Por otro lado se aprobó el expediente de la Nueva Área Terminal del aeropuerto de Alicante (NAT), donde se contemplan las actuaciones del proyecto.
Seis meses después de aprobar el proyecto de la NAT -mayo de 2005-, Fomento adjudicó la construcción de esta, a la UTE formada por Ecisa, Elecnor y Necso Entrecanales Cubiertas.
Paralelamente al proyecto de la NAT, AENA adjudicó la ampliación de la plataforma y calle de rodaje del aeropuerto de Alicante -marzo de 2006-. Su construcción permitió ampliar la capacidad de la actual plataforma en al menos 15 puestos para estacionamiento de aeronaves.
En enero de 2007, entró en funcionamiento la Terminal 2. Su finalidad consistía en atender el crecimiento de pasajeros, mientras se llevaban a cabo las obras de la NAT. Esta terminal auxiliar dispone de catorce mostradores de facturación, seis puertas de embarque (21-26) y dos cintas de recogida de equipajes.
Durante el verano del año 2008, casi doce años después de la inauguración de la nueva torre de control del aeropuerto -febrero de 1997-, se levantó una estructura auxiliar de la misma altura, toda ella de hormigón armado, que queda unida por medio de dos pasarelas en diferentes cotas y sirve de salida de emergencia. Como objetivo secundario, sostiene el edificio para reducir el balanceo que sufre la parte más alta cuando sopla viento fuerte.
De forma paralela a la construcción de la NAT y otros edificios aeroportuarios, el Ministerio de Fomento ha iniciado parte de los nuevos accesos al aeropuerto de Alicante con la construcción de una rotonda elevada durante los años 2009 y 2010 y ha sometido a información pública la duplicación de calzada de la actual N-338 -agosto de 2010-. En 2010 el aeropuerto pasa a pertenecer a Aena Aeropuertos.
A finales de marzo de 2011 y tras más de cinco años de construcción, el aeropuerto de Alicante presencia uno de los hitos históricos que marcarán su futuro. El 23 de marzo de 2011, se inaugura el nuevo edificio terminal que cuenta con una capacidad máxima de 20 millones de pasajeros al año y multiplica por seis el área total de las Terminales 1 y 2. A partir de entonces, ambas terminales (T-1 y T-2), dejan de estar en servicio. Dispone de 96 mostradores de facturación más dos para equipajes especiales, 26 puertas de embarque y 14 cintas de recogida de equipajes más dos para equipajes especiales.

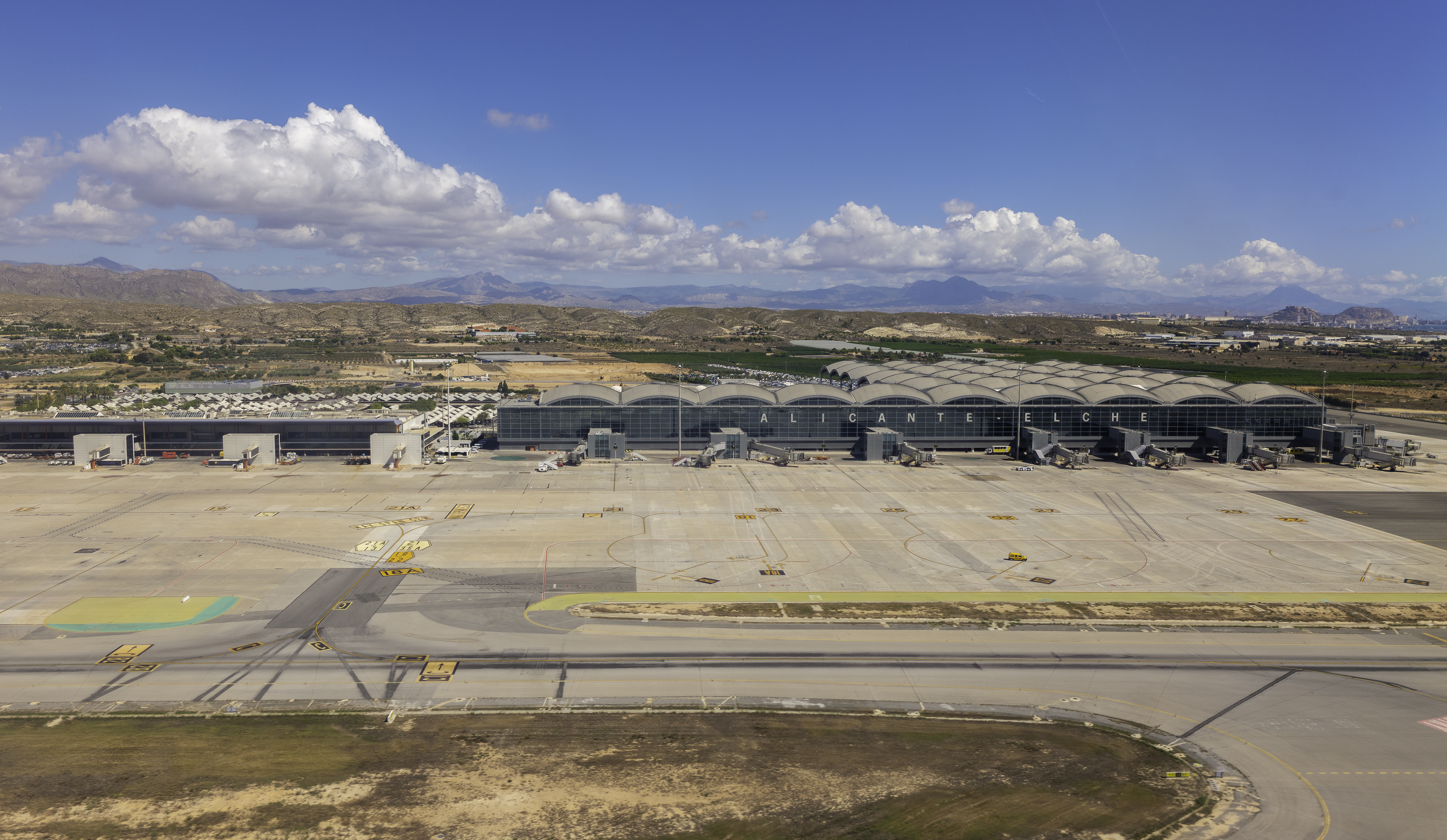
Vista del aeropuerto

En 2012 el aeropuerto recibió 8 855 441 pasajeros (un 10,7% menos que en 2011), llevó a cabo 62 468 operaciones (un 17,3% menos que en 2011) y gestionó 2 525 608 kg de carga (un 16,1% menos que en 2011). El descenso en la cifra de pasajeros se produce como resultado de los continuos conflictos con el principal operador aéreo del aeropuerto de El Altet, Ryanair, junto a una recesión del sector del transporte aéreo a nivel nacional, tras un contexto de crisis económica mundial.
El 12 de julio de 2013 se procedió al cambio de nombre del aeropuerto de Alicante, que pasó a llamarse aeropuerto de Alicante-Elche. El cambio se realizó por presiones políticas, al igual que cambios anteriores como el de Barcelona a Barcelona-El Prat o Málaga a Málaga-Costa del Sol. El Ayuntamiento de Elche, promotor del cambio, corrió con los costes del cambio de nombre.

### Directores
| Periodo                                | Director                |
| -------------------------------------- | ----------------------- |
|                                        | Francisco García Hortal |
| Octubre de 1993 - octubre de 2003      | Jaime Santa Pau         |
| Diciembre de 2003 - septiembre de 2007 | Mariano Menor           |
| Octubre de 2007 - junio de 2017        | Santiago Martínez-Cava  |
| Junio de 2017 - noviembre 2019         | Tomás Melgar            |
| Noviembre de 2019 -                    | Laura Navarro           |

## Obras de ampliación

### Terminal 2

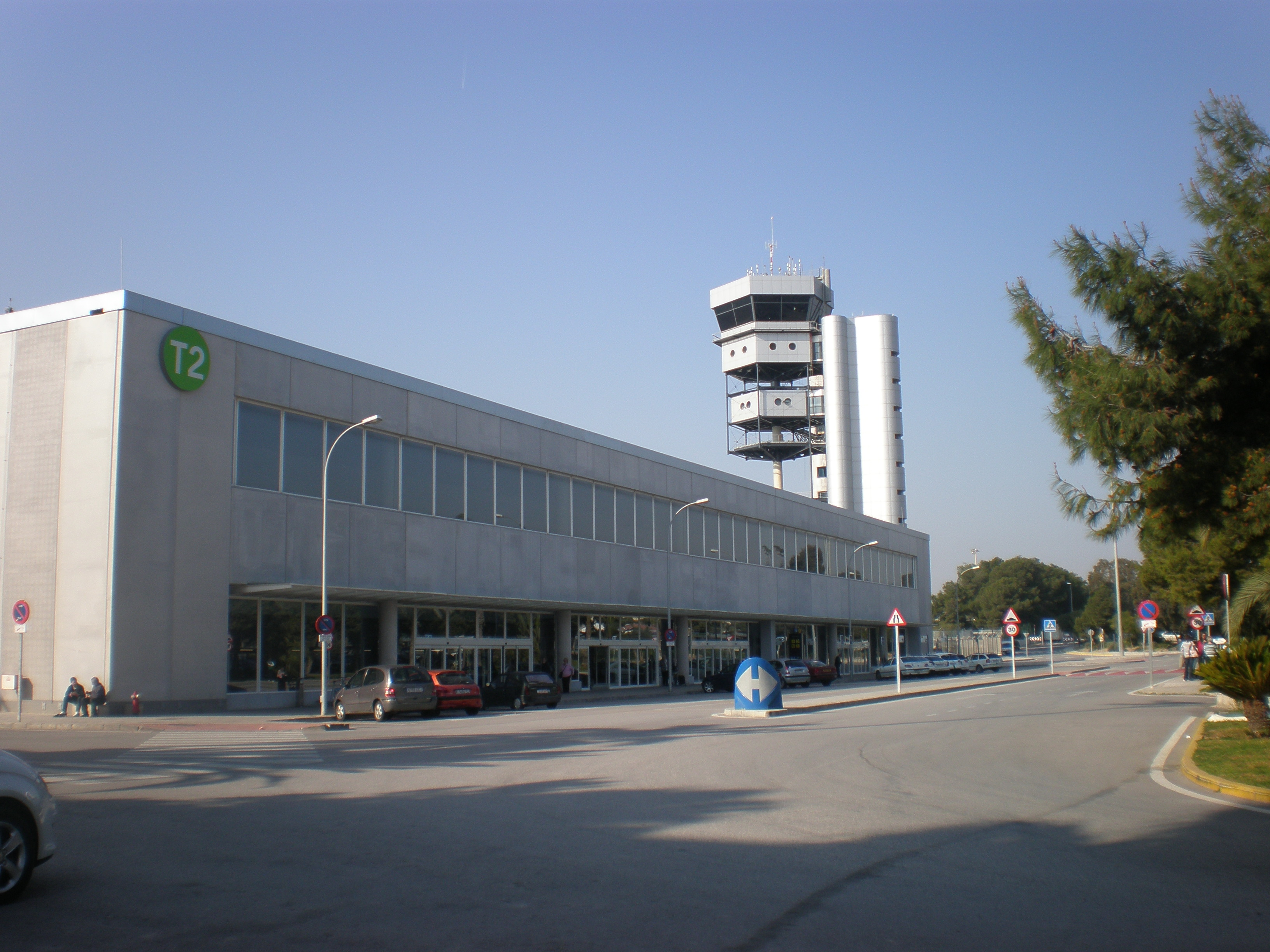
Fachada de la T-2.

Con la construcción de la T-2 se ha dado respuesta a la demanda de tráfico en el aeropuerto de Alicante mientras concluían las obras de la Nueva Área Terminal (NAT). Esta terminal auxiliar dispone de catorce mostradores de facturación, seis puertas de embarque (21-26) y dos cintas de recogida de equipajes. Su puesta en marcha, aumentó la capacidad operativa en más de un 20%.
El nuevo edificio tuvo un importe de seis millones de euros y un plazo de ejecución de 11 meses. Se encuentra operativo desde enero de 2007 y dejó de estar en servicio a finales de marzo de 2011.
Esta obra ha implicado, entre otras, las siguientes actuaciones:
- La demolición del antiguo bloque técnico (oficinas de Aena), y construcción de un edificio para el tratamiento de pasajeros de planta rectangular, con unas medidas aproximadas de 96,6 por 40,4 metros y dos alturas.
- La conexión al Edificio Terminal principal (T-1), a través de un módulo de unión que conecta ambos edificios.
- La adecuación de la urbanización habilitando aparcamiento de autobuses y vehículos ligeros.
- La modificación de accesos para el correcto funcionamiento del edificio.[27]

### Nueva Área Terminal (NAT)

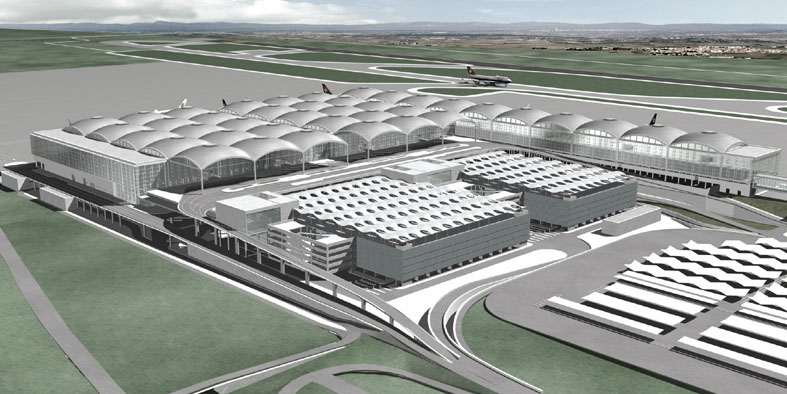
Render de la NAT, construida entre los años 2005-2011.

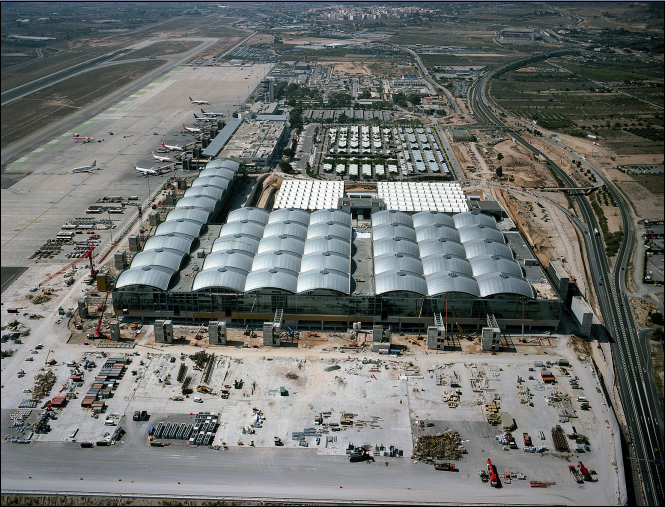
Estado de las obras de la NAT durante febrero de 2010.

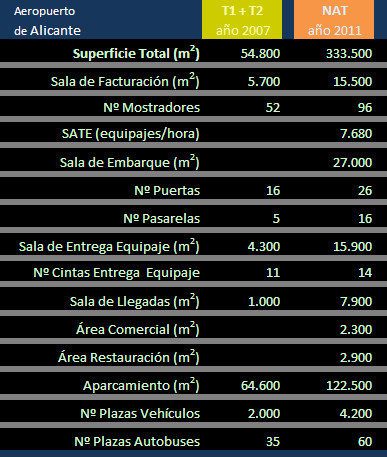
Terminales del aeropuerto de Alicante.

La Nueva Área Terminal ha sido diseñada pensando en el máximo desarrollo, tanto de la edificación como del campo de vuelos, que se avanza en el Plan Director del Aeropuerto de Alicante. Esta configuración final contempla la construcción de una nueva pista paralela a la existente, y futuras ampliaciones del actual proyecto constructivo. Además, no se ha perdido de vista la posibilidad de acometer dichas ampliaciones sin suponer complicaciones en un futuro, y permitiendo la operatividad de la terminal.
El proyecto, actualmente en construcción, consta fundamentalmente de tres partes: un edificio procesador, un dique y un nuevo aparcamiento. Además se han ejecutado las obras necesarias para la construcción de un futuro satélite en fases sucesivas.
El arquitecto y diseñador de la NAT del aeropuerto de Alicante es Bruce Fairbanks, de GOP Oficina de Proyectos. Fairbanks y su equipo de arquitectos han desarrollado toda la obra basándose en dos conceptos: la arquitectura bioclimática y la funcionalidad.
La inversión total del plan de ampliación entre 2004 y 2011 asciende a 570 millones de euros, de los que 384 millones corresponden a la NAT.

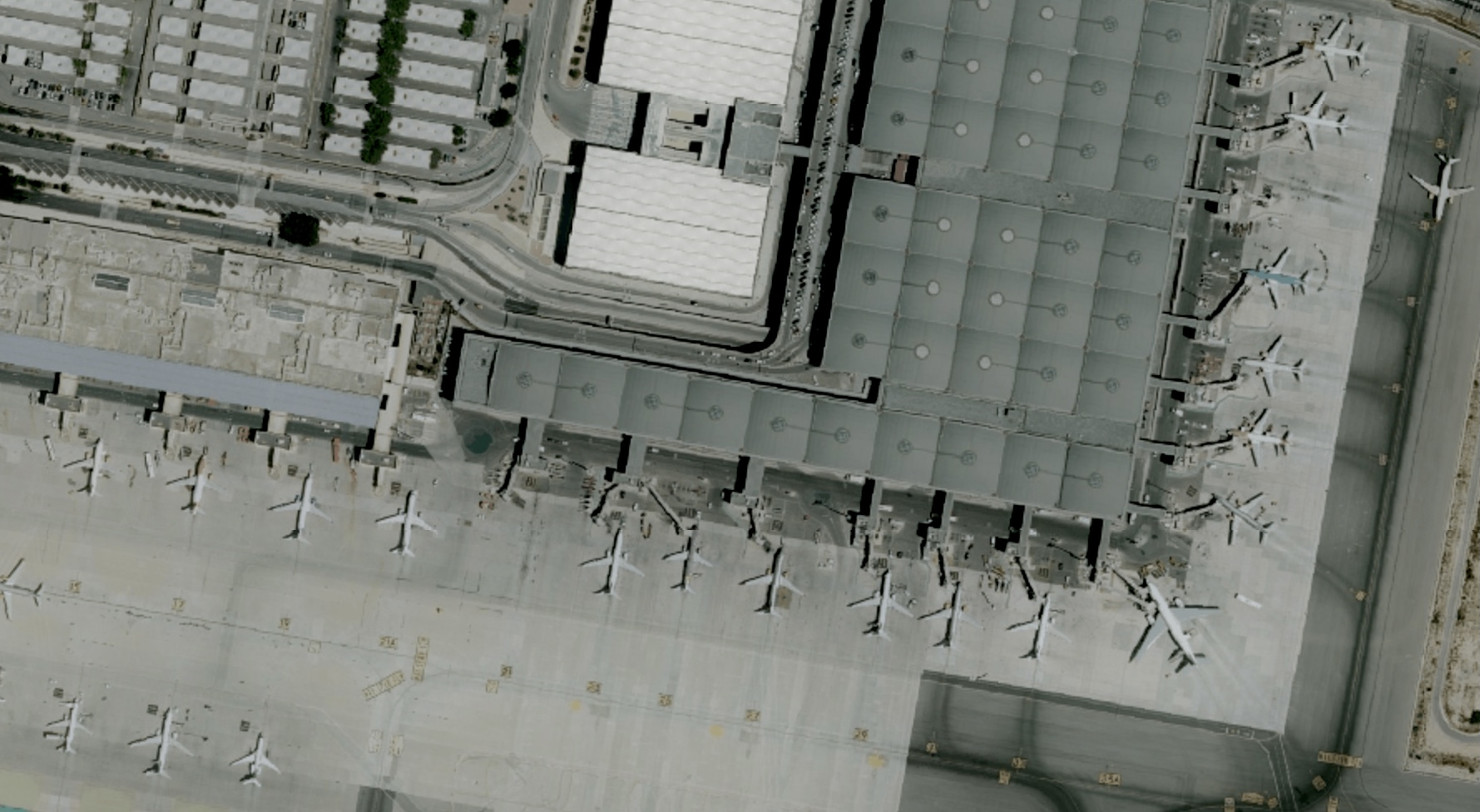
Plataforma llena de aviones. Ortofoto 2019 BY 4.0 © Institut Cartogràfic Valencià, Generalitat

Con la construcción de esta infraestructura, el aeropuerto de Alicante dispondrá de una sala de facturación con una superficie de 15 500 m² frente a los 5700 actuales; el hall de salidas tendrá una superficie de 27 000 m²; la sala de recogida de equipajes rondará los 15.900 m² frente a los 4.300 m² actuales; y el hall de llegadas aumentará a 7900 m² frente a los 1000 m² actuales. Además se añadirán 96 mostradores de facturación (148 en total), 26 puertas de embarque (42 en total), 16 pasarelas (21 en total) y 14 cintas de recogida de equipajes (25 en total). Los nuevos aparcamientos sumarán 4200 plazas a las 2000 actuales, destinando 850 plazas para el alquiler de coches. Y en cuanto a los autobuses, se añadirán 60 posiciones a las 35 actuales, dispuestas en la planta inferior del edificio procesador. Además se ha reservado una zona para la futura llegada del TRAM Metropolitano y del Cercanías.
Asimismo, la nueva terminal contará con 12 puntos de restauración y 19 tiendas. La superficie comercial destinada a restauración abarcará 2.946 m² (un 25% más que la actual) y la destinada a tiendas comprenderá 2.342 m² (un 318% más que la actual).
Al finalizar la obra, el edificio terminal de pasajeros contará con una superficie total de 333.500 m², frente a los 54.800 m² que abarcan las Terminales 1 y 2.
Además, el proyecto establece la construcción de los nuevos accesos y su urbanización, ampliando y adaptando los viales actuales; la remodelación-adaptación del actual terminal a la nueva configuración; la construcción de una central termofrigorífica y una nueva central eléctrica.
La composición de esta gran infraestructura, hace de ella una actuación singular, tanto por sus dimensiones como por la diversidad de trabajos a acometer, siendo una obra de gran volumen tanto de obra civil, como de edificación e instalaciones.

### Plataforma de la NAT y calles de rodaje

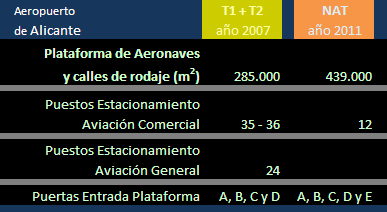
Plataforma de estacionamiento de aeronaves del aeropuerto de Alicante.

La realización de esta obra, supone la construcción de 50 000 m² de superficie (al sur y este del nuevo edificio terminal) destinados a puestos de estacionamiento para aeronaves comerciales, ampliando la capacidad de la actual plataforma en 12 nuevos puestos. A esto hay que sumar la construcción de 100 000 m² repartidos entre calle de rodaje, plataforma handling y caminos perimetrales.
Además, este proyecto contempla la construcción de un nuevo sistema de suministro de combustible para los puestos asistidos del Nuevo Edificio Terminal que están situados en la nueva plataforma; una planta separadora de hidrocarburos; un túnel bajo la plataforma para la conexión del Nuevo Edificio Terminal con un futuro satélite; y la realización de todo el drenaje de la plataforma y de la NAT.
- Sistema de Drenaje: El sistema consiste en la construcción de una gran balsa que retiene las aguas para ser decantadas y depositan en el fondo los materiales que arrastran, tras lo cual son evacuadas pasando por una planta separadora de hidrocarburos.
  - Ubicación: al final de la cabecera 28 del aeropuerto, en la zona colindante con la carretera nacional 332.
  - Capacidad: 25 millones de litros.
  - Dimensiones: una longitud de 95 metros de largo por 88 metros de ancho.
  - Dos colectores: uno situado en la zona norte del aeropuerto y el otro en el sur.
  - Velocidad de desagüe: hasta 219 litros por hora en una superficie de 10 000 metros.
  - Función: este sistema va dirigido hacia los fuertes aguaceros como consecuencia de la gota fría. De esta manera se evita que el agua alcance los Saladares -paraje húmedo- en estas condiciones, y únicamente permitiendo que lleguen las aguas sin ningún elemento contaminante.[37]

### Campo de vuelos
- Adecuación del campo de vuelos: La actuación contempla la regularización de la franja de pista y de la calle de rodaje; demolición de la caseta de reguladores de la franja de pista, reposición y desdoblamiento de la misma fuera de la franja; y la instalación de luces de eje de calle de rodaje cada 15 metros, en vez de cada 30 metros, en los tramos rectos de la calle paralela a la pista. El conjunto de mejoras se han realizado durante la temporada de invierno 2009-2010.[38]

- Reparación de cabeceras de pista: Consiste en la sustitución por asfalto flexible de ambas cabeceras de la pista. La ejecución de las obras se está efectuando en dos fases:
  - Demolición de los primeros 750 metros de la pista 28 y restitución por asfalto flexible, cuyos trabajos se han desarrollado durante la temporada de invierno 2009-2010.
  - Demolición de los primeros 350 metros de la pista 10 -actualmente de hormigón- y restitución por asfalto flexible, cuyos trabajos se desarrollarán durante la temporada de invierno 2010-2011.[39]

- Nuevos apartaderos de espera: Consiste en la remodelación de los dos puntos de espera existentes en ambas cabeceras de la pista y la creación de un tercer punto de espera en ambas. El conjunto de la obra se llevará a cabo durante la temporada de invierno 2010-2011.[40]

- Nueva calle de salida rápida: Tiene como objetivo disminuir los tiempos de ocupación de las aeronaves en la pista de vuelo, lo que permitirá un mayor aprovechamiento de esta infraestructura. Actualmente dipone de 3 calles de salida rápida, dos de ellas cercanas a la cabecera 28 y la tercena cercana a la cabecera 10. La nueva calle de salida rápida circulará paralela a esta tercera, con lo que la configuración de calles de rodaje quedará prácticamente simétrica y facilitará los movimientos efectuados por la pista 28.[41]

- Nuevas instalaciones de seguridad de acceso a la plataforma de estacionamiento de aeronaves: Esta infraestructura está compuesta por una caseta equipada con arco detector de metales y un equipo de inspección de rayos X para todo el material que vaya a depositarse en las bodegas de los aviones. El inmueble cuenta con una superficie de 100 m² repartidos por la sala de espera, sala de control, aseos y un almacén. También se ha mejorado el acceso de vehículos con la ampliación de la puerta corredera y la construcción de una gran marquesina con gálibo superior a los cinco metros que permite revisar los camiones con más comodidad. Las nuevas instalaciones se ubican junto a la terminal de carga y están en servicio desde marzo de 2009.[42]

- Camino de seguridad vallado perimetral: La actuación contempla el arreglo del vallado de seguridad y la construcción de un camino interno transitable que recorre el perímetro del recinto aeroportuario. El conjunto de las obras se ha realizado durante los años 2007 y 2008.[43]

- Sistema integrado de seguridad aeroportuaria: Consiste en integrar el control de accesos a las diferentes zonas y dependencias no públicas que requieren de una autorización previa. En segundo lugar, proporciona un sistema de acreditación personal para dotar de autorización a aquellas personas que desarrollan su actividad laboral en el aeropuerto. Además, se ha implantado un circuito cerrado de televisión para la grabación y videovigilancia de las instalaciones aeroportuarias. Este proyecto cubre la ampliación del aeropuerto, tanto la plataforma como la NAT y nuevos viales de circulación.[44]

### Almacenes y edificios de servicios aeroportuarios
Las obras de ampliación de la Zona Cargo, comprenden diferentes actuaciones:
- 2 naves para almacenes en la parcela número 1, con una superficie de 7800 m².
  - La nave situada al oeste se emplea como almacén para uno o dos arrendatarios y está dotada de muelles de carga. La planta baja, de unos 1500 m², en su mayor parte a doble altura, está destinada a zona de almacenamiento de mercancías, y la primera planta, con unos 300 m², a oficinas.
  - La nave situada al este se emplea como pequeños almacenes sin muelles de carga. Está dividida en 16 módulos o locales iguales de aproximadamente 94 m² por planta, en los que la planta baja está destinada a almacén y la primera planta de cada uno de los locales a oficinas. De esta forma, la superficie total construida es de 3000 m².

- 2 edificios de servicios aeroportuarios para operadores de handling y compañías. La parcela donde se ubica tiene aproximadamente 4800 m² y está situada en el área de servicios aeroportuarios. Los dos edificios son similares y paralelos con una zona central de aparcamiento para ambos, siendo la superficie de ocupación de cada uno de los edificios de aproximadamente 1300 m². Cada edificio cuenta con una planta baja destinada a almacenes y talleres, y una primera planta destinada a oficinas y vestuarios para el personal.[45]

- Planta de transferencia de residuos. Con esta actuación se ha creado un nuevo recinto para albergar y tratar los residuos generados por las actividades que se desarrollan dentro del recinto aeroportuario. La instalación abarca una superficie de 5400 m² y está situada en el área de servicios aeroportuarios. Para dotarla de energía, se ha instalado un centro de transformación para su suministro.[46]

## Infraestructuras
- Horario de operatividad: 24 horas

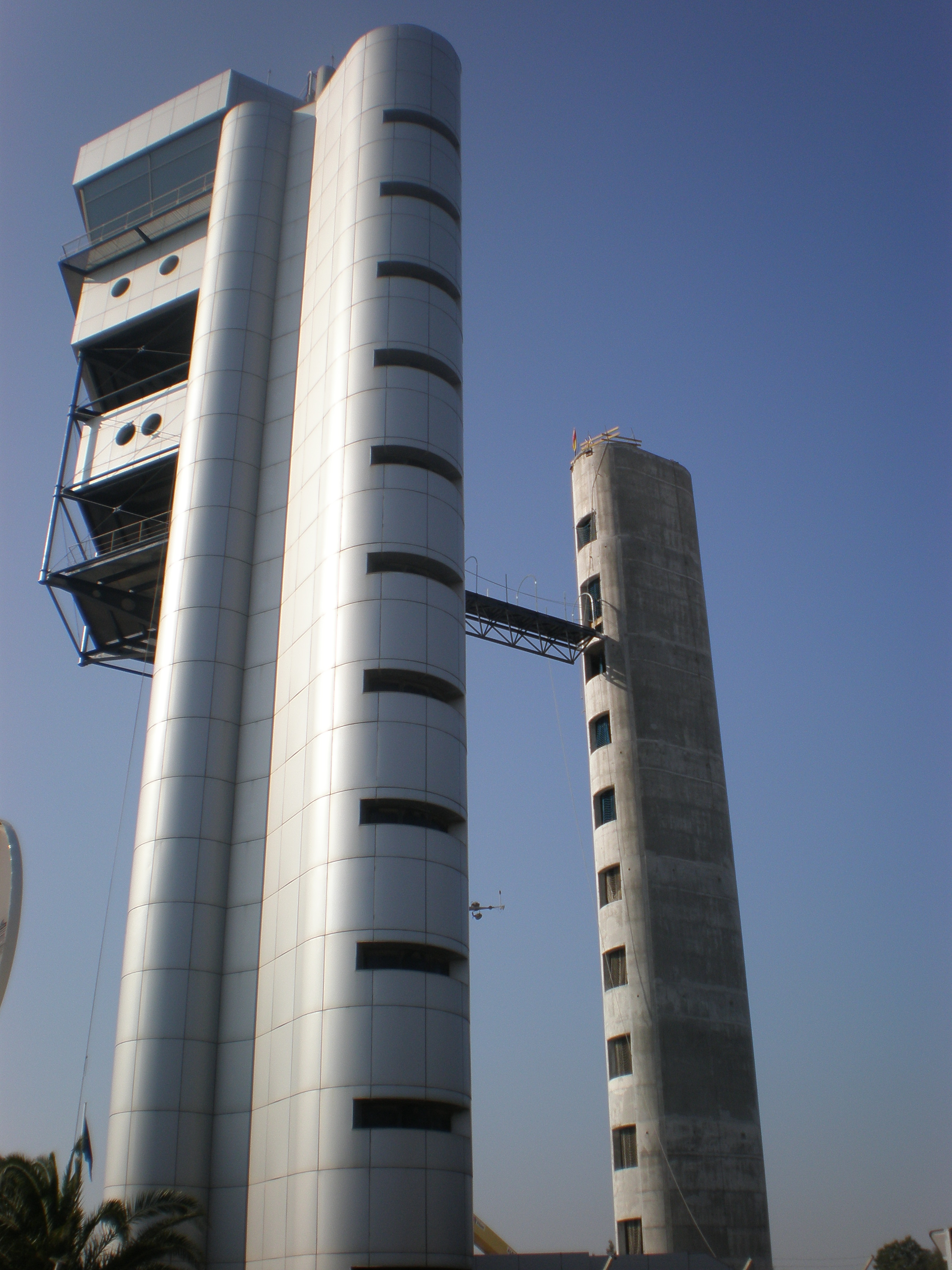
Torre de Control y Estructura Auxiliar.

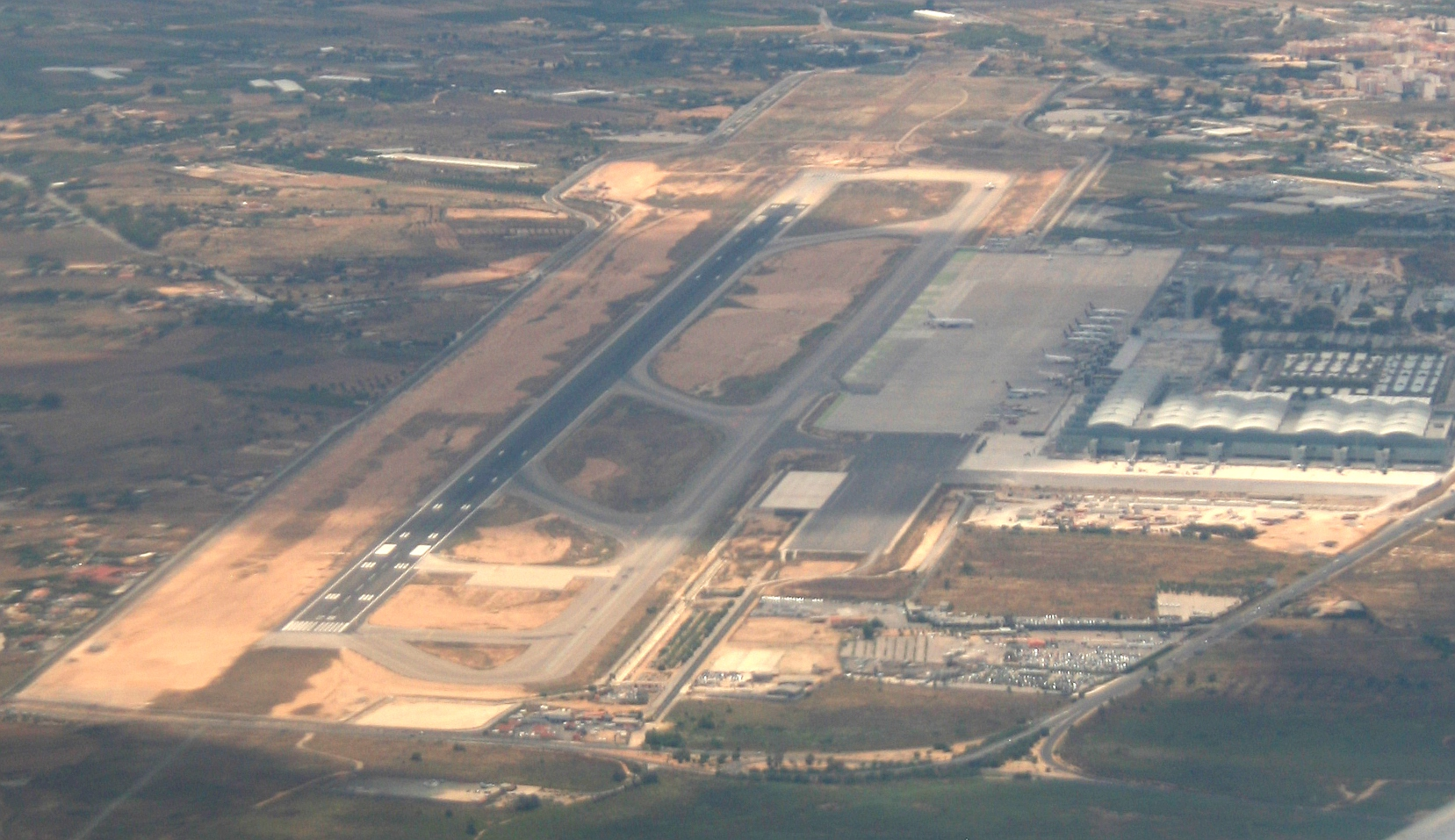
Pista de aterrizaje del Aeropuerto de Alicante.

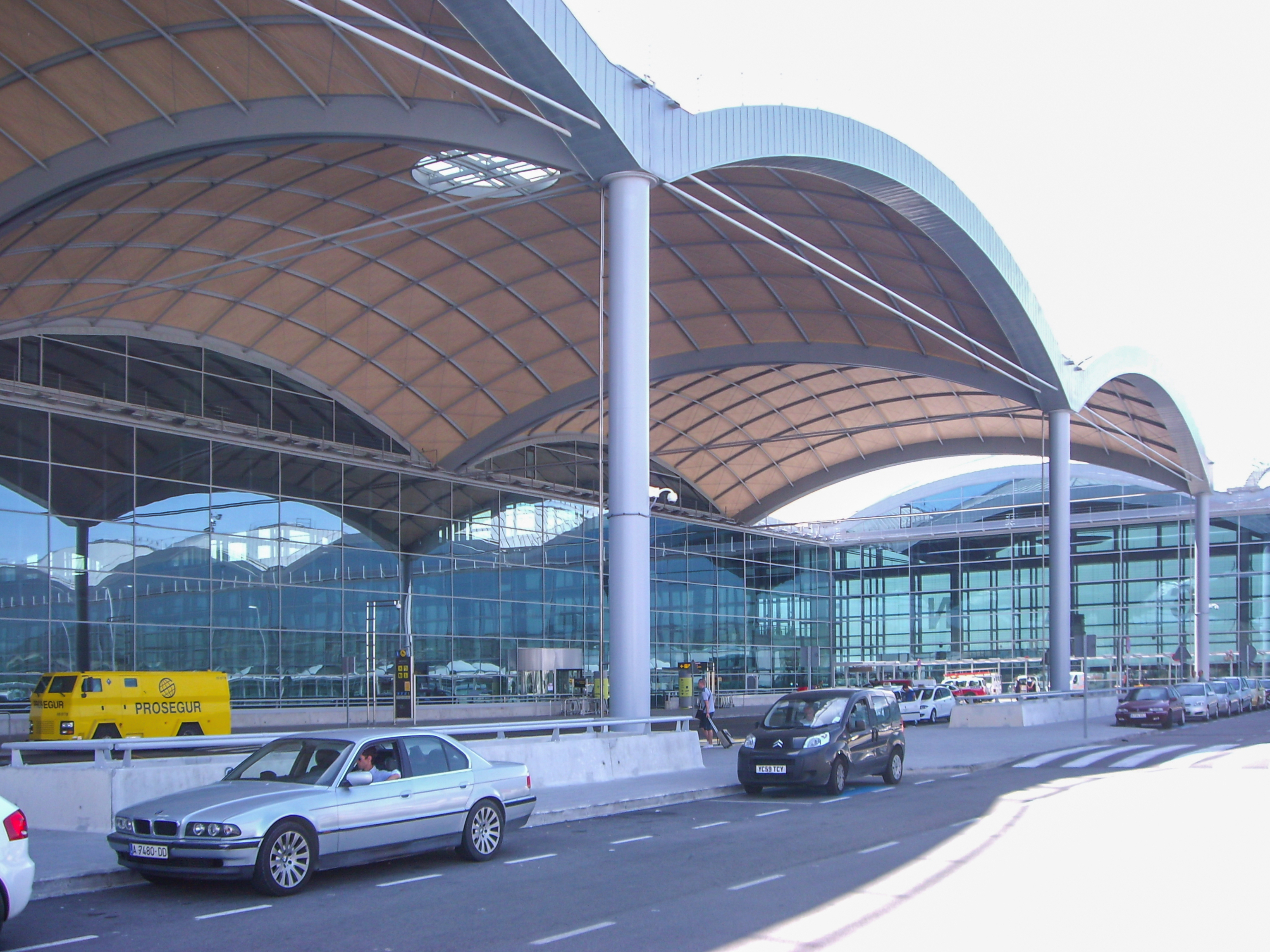
Nueva terminal de Alicante.

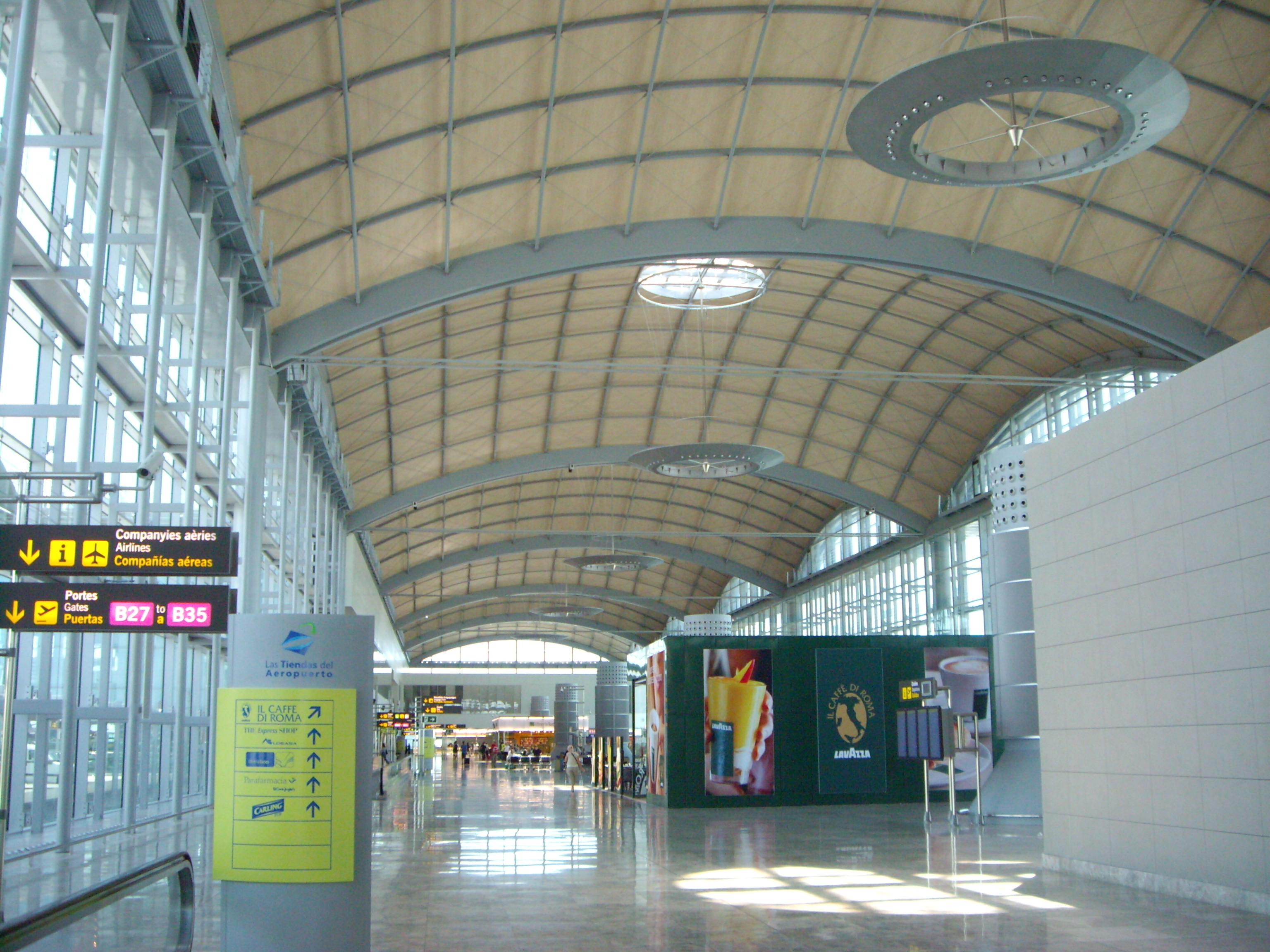
Interior de la terminal

- Capacidad Operativa Actual: 30 operaciones/hora

- Servicio meteorológico: 24 horas

Este aeropuerto dispone de las siguientes infraestructuras:

### Campo de vuelos
- Torre de control:
  - Altura: 47 metros.
  - 3 cotas:
    - 25 metros: área de descanso.
    - 34 metros: área de climatización.
    - 47 metros: área de control de navegación aérea.

- Plataforma de estacionamiento de aeronaves:
  - Aviación comercial:
    - Total: 37 posiciones de estacionamiento.
    - Compatibles: 36 posiciones de estacionamiento.
    - Nuevas: 14 posiciones de estacionamiento (Plataforma de la NAT).
    - Compatibles: 12 posiciones de estacionamiento (Plataforma de la NAT).

  - Aviación general:
    - 18 puestos para aeronaves de 10 metros de envergadura máxima.
    - 6 puestos para aeronaves de 20 metros de envergadura máxima.

- Calles de rodadura:
  - Puertas de entrada a la plataforma: A, B, C, D.
  - Calle de rodaje paralela a la pista:
    - Dirección a la cabecera 10: A-1, A-3.
    - Dirección a la cabecera 28: C-3, C-6.
    - Entre ambas: B-1, B-2, C-1.

- Pista de vuelo:
  - Dimensiones: 3000x45 metros
  - Orientación:
    - Cabecera 10: 100.04º GEO / 101° MAG
    - Cabecera 28: 280.06º GEO / 279° MAG

  - Elevación:
    - Cabecera 10: 43 m / 141 ft
    - Cabecera 28: 13 m / 43 ft
    - Pendiente: 1 %

  - Superficie:
    - Asfalto
    - Cabecera 10: Primeros 350 m, hormigón hidráulico.

  - Salidas:
    - Aterrizaje por cabecera 10: C-2, C-4.
    - Aterrizaje por cabecera 28: A-2.

  - Entradas:
    - Despegue por cabecera 10: A-3L, A-3R.
    - Despegue por cabecera 28: C-5, C-7, C-8.

- Otras instalaciones:
  - Ayuda instrumental para el aterrizaje:
    - Iluminación de aproximación y de pista: Precisión CAT I {900 m} por ambas pistas (10 y 28).
    - VOR/DME e ILS por pista 10.
    - VOR/DME por la 28. Por motivos que se desconoce AENA no instaló en su momento un ILS en esta cabecera, y aún sigue sin hacerlo, lo que provoca muchas quejas entre los pilotos debido a la falta de esta ayuda a la navegación en uno de los aeropuertos con más tráfico de España.

  - Sistemas y señales de guía de rodaje.
  - Iluminación de plataforma: 11 postes proyectores LIH.
  - Servicios de salvamento y extinción de incendios: CAT 8 de OACI.
  - PAPI en ambas cabeceras.

### Terminal de pasajeros

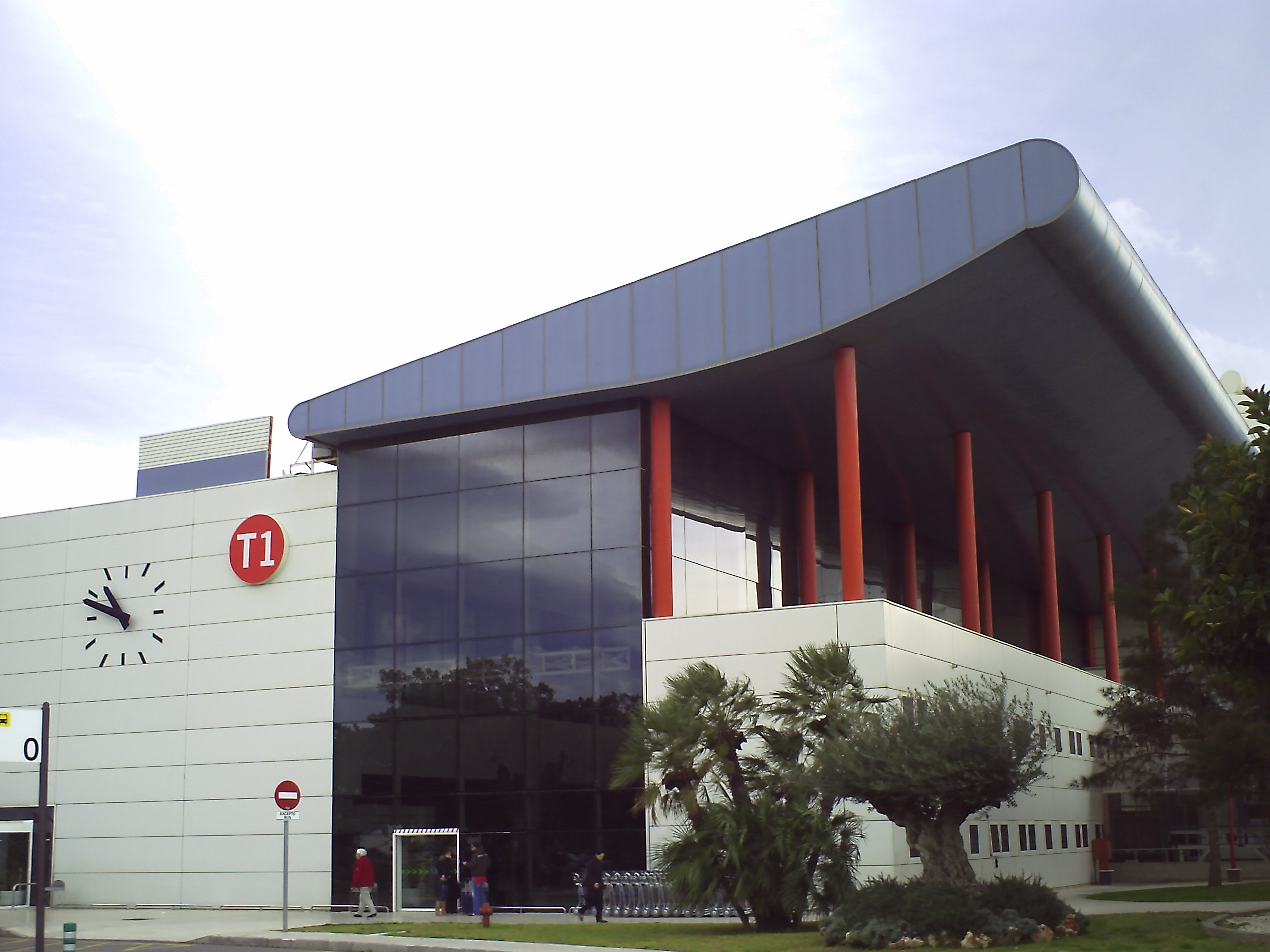
Fachada de la T-1 del Aeropuerto de Alicante.

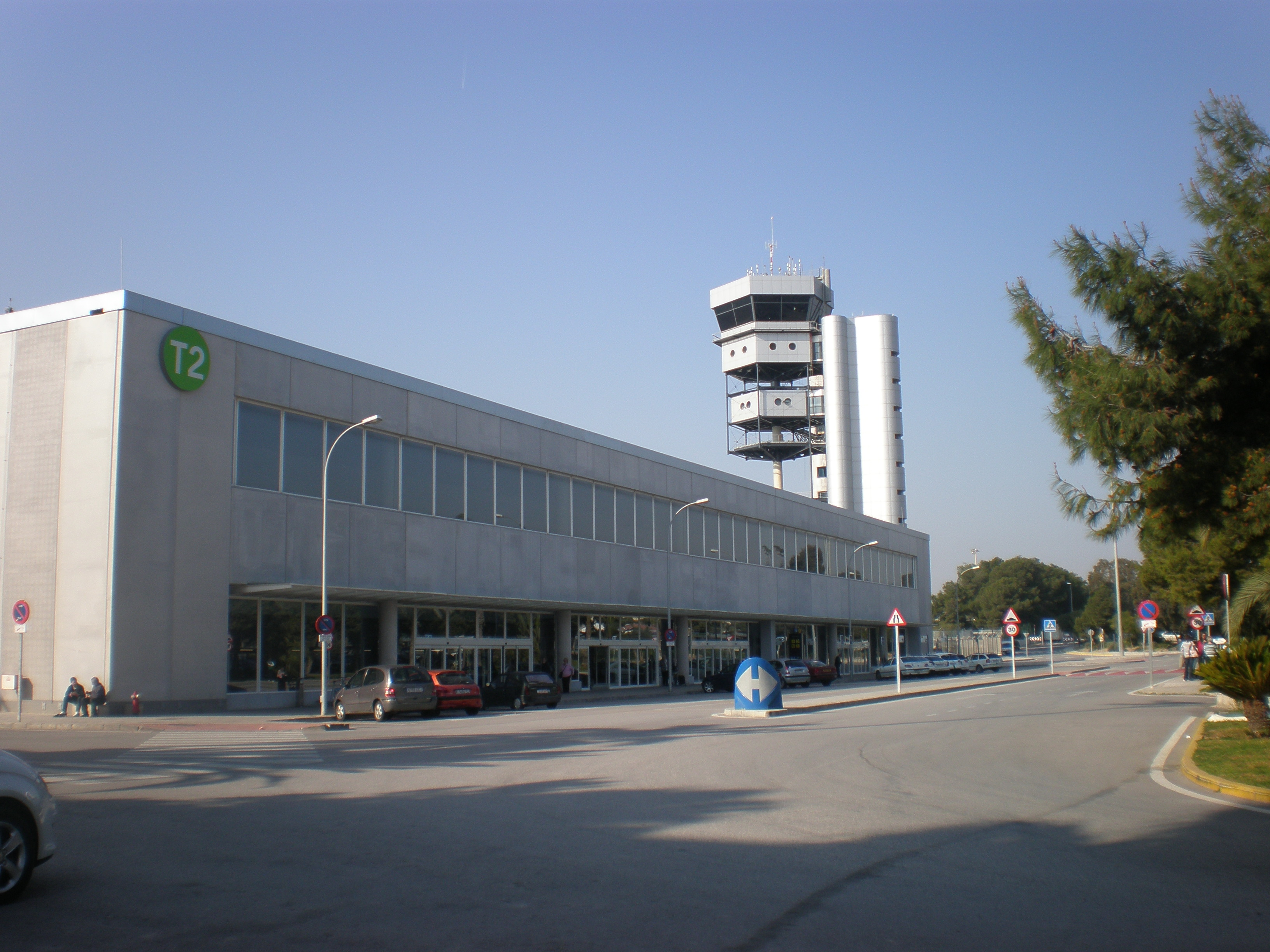
Fachada de la T-2 del Aeropuerto de Alicante.

En total: 53 mostradores de facturación; 18 puertas de embarque, 5 con pasarela telescópica; 11 cintas en hipódromo para recogida de equipajes; zona comercial; sala vip; Wi-Fi en ambas terminales.
- Terminal 1:
  - 38 mostradores de facturación (1 - 38), más uno para equipajes especiales (mostrador nº39).
  - 10 puertas de embarque (1 - 10), más dos puertas especiales (1B y 4B).
  - 9 cintas de recogida de equipajes.

- Terminal 2:
  - 14 mostradores de facturación (51 - 64).
  - 6 puertas de embarque (21 - 26).
  - 2 cintas de recogida de equipajes.

### Aparcamiento
- Capacidad Actual: 2.000 plazas.
- Ubicación: Frente al hall de salidas y llegadas de la T-1 y T-2.

## Accesos y medios de transporte
Actualmente solo se puede acceder por carretera. Sin embargo, está prevista la llegada al aeropuerto del servicio Cercanías de RENFE y del tranvía urbano de Alicante TRAM en un futuro cercano. Se ha reservado un espacio, en el sótano del edificio procesador de la NAT, para la construcción de ambas estaciones.

## Aerolíneas y destinos directos

### Destinos nacionales
| Ciudades               | Aeropuerto                                       | Aerolíneas                               | Aeronaves    | Frecuencias semanales |
| España                 | España                                           | España                                   | España       | España                |
| ---------------------- | ------------------------------------------------ | ---------------------------------------- | ------------ | --------------------- |
| Andalucía              |                                                  |                                          |              |                       |
| Sevilla                | Aeropuerto de Sevilla                            | Ryanair                                  | B737         |                       |
| Asturias               |                                                  |                                          |              |                       |
| Avilés                 | Aeropuerto de Asturias                           | Volotea                                  | A3xxceo      |                       |
| Islas Baleares         |                                                  |                                          |              |                       |
| Ibiza                  | Aeropuerto de Ibiza                              | Air Nostrum Ryanair Vueling (Estacional) | B737 A3xx    |                       |
| Menorca                | Aeropuerto de Menorca                            | Ryanair (Estacional)                     | B737         |                       |
| Palma de Mallorca      | Aeropuerto de Palma de Mallorca                  | Air Europa Ryanair Vueling               | B737 A3xx    |                       |
| Canarias               |                                                  |                                          |              |                       |
| Gran Canaria           | Aeropuerto de Gran Canaria                       | Vueling                                  | A3xx         |                       |
| Lanzarote              | Aeropuerto de Lanzarote                          | Ryanair (Estacional)                     | B737         |                       |
| Tenerife               | Aeropuerto de Tenerife Norte-Ciudad de La Laguna | Ryanair Vueling                          | B737 A3xx    |                       |
| Cataluña               |                                                  |                                          |              |                       |
| Barcelona              | Aeropuerto Josep Tarradellas Barcelona-El Prat   | Ryanair (Estacional) Vueling             | B737 A3xx    |                       |
| Galicia                |                                                  |                                          |              |                       |
| Santiago de Compostela | Aeropuerto de Santiago-Rosalía de Castro         | Ryanair Vueling                          | B737 A3xx    |                       |
| Comunidad de Madrid    |                                                  |                                          |              |                       |
| Madrid                 | Aeropuerto Adolfo Suárez Madrid-Barajas          | Air Europa Air Nostrum                   | B737         |                       |
| País Vasco             |                                                  |                                          |              |                       |
| Bilbao                 | Aeropuerto de Bilbao                             | Volotea Vueling                          | A3xxceo A3xx |                       |
| Vitoria                | Aeropuerto de Vitoria                            | Ryanair                                  | B737         |                       |

### Destinos internacionales
| Ciudades por países       | Nombre del aeropuerto                             | Aerolíneas                                                       | Aeronaves           | Frecuencias semanales |
| África                    | África                                            | África                                                           | África              | África                |
| ------------------------- | ------------------------------------------------- | ---------------------------------------------------------------- | ------------------- | --------------------- |
| Argelia                   |                                                   |                                                                  |                     |                       |
| Argel                     | Aeropuerto Internacional Houari Boumedienne       | Air Algérie Vueling                                              | A3xx                |                       |
| Orán                      | Aeropuerto de Orán Es Sénia                       | Air Algérie Vueling                                              | A3xx                |                       |
| Marruecos                 |                                                   |                                                                  |                     |                       |
| Fez                       | Aeropuerto de Fez-Saïss                           | Ryanair (Estacional)                                             | B737                |                       |
| Marrakech                 | Aeropuerto de Marrakech-Menara                    | Ryanair                                                          | B737                |                       |
| Tetuán                    | Aeropuerto de Tetuán-Sania Ramel                  | Ryanair                                                          | B737                |                       |
| Europa                    |                                                   |                                                                  |                     |                       |
| Alemania                  |                                                   |                                                                  |                     |                       |
| Berlín                    | Aeropuerto de Berlín-Brandeburgo Willy Brandt     | Ryanair                                                          | B737                |                       |
| Bremen                    | Aeropuerto de Bremen                              | Ryanair                                                          | B737                |                       |
| Colonia                   | Aeropuerto de Colonia/Bonn                        | Eurowings Ryanair                                                | A3xx B737           |                       |
| Düsseldorf                | Aeropuerto de Düsseldorf                          | Eurowings                                                        | A3xx                |                       |
| Fráncfort del Meno        | Aeropuerto de Fráncfort del Meno                  | Lufthansa                                                        |                     |                       |
| Hahn                      | Aeropuerto de Fráncfort-Hahn                      | Ryanair                                                          | B737                |                       |
| Hamburgo                  | Aeropuerto de Hamburgo                            | Eurowings (Estacional) Ryanair                                   | A3xx B737           |                       |
| Karlsruhe                 | Aeropuerto de Karlsruhe/Baden-Baden               | Ryanair                                                          | B737                |                       |
| Memmingen                 | Aeropuerto de Memmingen                           | Ryanair                                                          | B737                |                       |
| Múnich                    | Aeropuerto de Múnich-Franz Josef Strauss          | Lufthansa Norwegian                                              | B737                |                       |
| Münster                   | Aeropuerto de Münster/Osnabrück                   | Ryanair                                                          | B737                |                       |
| Núremberg                 | Aeropuerto de Núremberg                           | Ryanair                                                          | B737                |                       |
| Paderborn                 | Aeropuerto de Paderborn-Lippstadt                 | Ryanair                                                          | B737                |                       |
| Stuttgart                 | Aeropuerto de Stuttgart                           | Eurowings (Estacional)                                           | A3xx                |                       |
| Weeze                     | Aeropuerto de Baja Renania                        | Ryanair                                                          | B737                |                       |
| Austria                   |                                                   |                                                                  |                     |                       |
| Klagenfurt                | Aeropuerto de Klagenfurt                          | Ryanair (Estacional)                                             | B737                |                       |
| Linz                      | Aeropuerto de Linz                                | Ryanair                                                          | B737                |                       |
| Salzburgo                 | Aeropuerto de Salzburgo                           | Ryanair                                                          | B737                |                       |
| Viena                     | Aeropuerto Internacional de Viena                 | Ryanair                                                          | B737                |                       |
| Bélgica                   |                                                   |                                                                  |                     |                       |
| Amberes                   | Aeropuerto de Amberes-Deurne                      | TUI fly Belgium                                                  |                     |                       |
| Bruselas                  | Aeropuerto de Bruselas-National                   | Brussels Airlines Transavia TUI fly Belgium Vueling              | A3xx                |                       |
| Charleroi                 | Aeropuerto de Charleroi-Bruselas Sur              | Ryanair                                                          | B737                |                       |
| Lieja                     | Aeropuerto de Lieja                               | TUI fly Belgium                                                  |                     |                       |
| Ostende                   | Aeropuerto Internacional de Ostende-Brujas        | TUI fly Belgium                                                  |                     |                       |
| Bulgaria                  |                                                   |                                                                  |                     |                       |
| Sofía                     | Aeropuerto de Sofía                               | Ryanair                                                          | B737                |                       |
| Croacia                   |                                                   |                                                                  |                     |                       |
| Zagreb                    | Aeropuerto de Zagreb-Franjo Tuđman                | Ryanair                                                          | B737                |                       |
| Dinamarca                 |                                                   |                                                                  |                     |                       |
| Aalborg                   | Aeropuerto de Aalborg                             | Norwegian (Estacional)                                           | B737                |                       |
| Aarhus                    | Aeropuerto de Aarhus                              | Norwegian (Estacional)                                           | B737                |                       |
| Billund                   | Aeropuerto de Billund                             | Norwegian (Estacional)                                           | B737                |                       |
| Copenhague                | Aeropuerto de Copenhague-Kastrup                  | Norwegian Ryanair SAS                                            | B737 A3xx           |                       |
| Finlandia                 |                                                   |                                                                  |                     |                       |
| Helsinki                  | Aeropuerto de Helsinki-Vantaa                     | Finnair Norwegian Ryanair                                        | B737                |                       |
| Francia                   |                                                   |                                                                  |                     |                       |
| Beauvais                  | Aeropuerto de París-Beauvais                      | Ryanair                                                          | B737                |                       |
| Burdeos                   | Aeropuerto de Burdeos-Mérignac                    | Volotea                                                          | A3xxceo             |                       |
| Lille                     | Aeropuerto de Lille-Lesquin                       | easyJet Europe (Estacional)                                      | A3xx                |                       |
| Lyon                      | Aeropuerto de Lyon-Saint Exupéry                  | easyJet Europe (Estacional) Volotea (Estacional)                 | A3xx A3xxceo        |                       |
| Marsella                  | Aeropuerto de Marsella-Provenza                   | Ryanair                                                          | B737                |                       |
| Nantes                    | Aeropuerto de Nantes-Atlantique                   | easyJet Europe (Estacional) Volotea (Estacional)                 | A3xx A3xxceo        |                       |
| Niza                      | Aeropuerto Internacional Niza Costa Azul          | easyJet Europe (Estacional)                                      | A3xx                |                       |
| París                     | Aeropuerto de París-Orly                          | Transavia Vueling                                                | A3xx                |                       |
| Grecia                    |                                                   |                                                                  |                     |                       |
| Atenas                    | Aeropuerto Internacional Eleftherios Venizelos    | easyJet Europe (Estacional)                                      | A3xx                |                       |
| Hungría                   |                                                   |                                                                  |                     |                       |
| Budapest                  | Aeropuerto de Budapest-Ferenc Liszt               | Ryanair Wizz Air                                                 | B737 A32x           |                       |
| Irlanda                   |                                                   |                                                                  |                     |                       |
| Cork                      | Aeropuerto de Cork                                | Ryanair                                                          | B737                |                       |
| Kerry                     | Aeropuerto de Kerry                               | Ryanair (Estacional)                                             | B737                |                       |
| Knock                     | Aeropuerto de Irlanda Oeste                       | Ryanair (Estacional)                                             | B737                |                       |
| Dublín                    | Aeropuerto de Dublín                              | Aer Lingus Ryanair                                               | A3xx B737           |                       |
| Shannon                   | Aeropuerto de Shannon                             | Ryanair                                                          | B737                |                       |
| Irlanda del Norte         |                                                   |                                                                  |                     |                       |
| Belfast                   | Aeropuerto Internacional de Belfast               | easyJet Jet2.com Ryanair                                         | A3xx B737           |                       |
| Belfast                   | Aeropuerto de la Ciudad de Belfast George Best    | easyJet (Estacional)                                             | A3xx                |                       |
| Islandia                  |                                                   |                                                                  |                     |                       |
| Reikiavik                 | Aeropuerto Internacional de Keflavík              | Icelandair Play                                                  | A32x-251N           |                       |
| Italia                    |                                                   |                                                                  |                     |                       |
| Bari                      | Aeropuerto de Bari                                | Ryanair (Estacional)                                             | B737                |                       |
| Bérgamo                   | Aeropuerto de Bérgamo-Orio al Serio               | Ryanair                                                          | B737                |                       |
| Bolonia                   | Aeropuerto de Bolonia                             | Ryanair (Estacional)                                             | B737                |                       |
| Milán                     | Aeropuerto de Milán-Malpensa                      | Ryanair                                                          | B737                |                       |
| Nápoles                   | Aeropuerto Internacional de Nápoles               | easyJet Europe                                                   | A3xx                |                       |
| Roma                      | Aeropuerto de Roma-Fiumicino                      | Ryanair Wizz Air                                                 | B737 A32x           |                       |
| Treviso                   | Aeropuerto de Sant'Angelo Treviso                 | Ryanair                                                          | B737                |                       |
| Turín                     | Aeropuerto de Turín                               | Ryanair (Estacional)                                             | B737                |                       |
| Letonia                   |                                                   |                                                                  |                     |                       |
| Riga                      | Aeropuerto Internacional de Riga                  | AirBaltic Norwegian                                              | A220-371 B737       |                       |
| Lituania                  |                                                   |                                                                  |                     |                       |
| Kaunas                    | Aeropuerto de Kaunas                              | Ryanair                                                          | B737                |                       |
| Luxemburgo                |                                                   |                                                                  |                     |                       |
| Luxemburgo                | Aeropuerto de Luxemburgo                          | Volotea (Estacional)                                             | A3xxceo             |                       |
| Moldavia                  |                                                   |                                                                  |                     |                       |
| Chisináu                  | Aeropuerto Internacional de Chisináu              | FlyOne SkyUp Airlines                                            | A32xceo B737NG      |                       |
| Noruega                   |                                                   |                                                                  |                     |                       |
| Ålesund                   | Aeropuerto de Ålesund-Vigra                       | Norwegian                                                        | B737                |                       |
| Bergen                    | Aeropuerto de Bergen-Flesland                     | Norwegian SAS (Estacional)                                       | B737 A3xx           |                       |
| Haugesund                 | Aeropuerto de Haugesund-Karmøy                    | Norwegian                                                        | B737                |                       |
| Kristiansand              | Aeropuerto de Kristiansand-Kjevik                 | SAS (Estacional)                                                 | A3xx                |                       |
| Oslo                      | Aeropuerto de Oslo-Gardermoen                     | Norwegian SAS                                                    | B737 A3xx           |                       |
| Sandefjord                | Aeropuerto de Sandefjord-Torp                     | Norwegian Ryanair                                                | B737                |                       |
| Stavanger                 | Aeropuerto de Stavanger-Sola                      | Norwegian SAS (Estacional)                                       | B737 A3xx           |                       |
| Trondheim                 | Aeropuerto de Trondheim-Værnes                    | Norwegian SAS (Estacional)                                       | B737 A3xx           |                       |
| Países Bajos              |                                                   |                                                                  |                     |                       |
| Ámsterdam                 | Aeropuerto de Ámsterdam-Schiphol                  | easyJet Europe (Estacional) KLM Transavia Vueling                | A3xx                |                       |
| Eindhoven                 | Aeropuerto de Eindhoven                           | Transavia Ryanair                                                | B737                |                       |
| Maastricht                | Aeropuerto de Maastricht Aquisgrán                | Ryanair                                                          | B737                |                       |
| Róterdam                  | Aeropuerto de Róterdam-La Haya                    | Transavia                                                        |                     |                       |
| Polonia                   |                                                   |                                                                  |                     |                       |
| Breslavia                 | Aeropuerto de Breslavia-Copérnico                 | Ryanair                                                          | B737                |                       |
| Bydgoszcz                 | Aeropuerto de Bydgoszcz-Ignacy Jan Paderewski     | Ryanair                                                          | B737                |                       |
| Cracovia                  | Aeropuerto de Cracovia-Juan Pablo II              | Ryanair                                                          | B737                |                       |
| Gdańsk                    | Aeropuerto de Gdańsk-Lech Wałęsa                  | Ryanair Wizz Air                                                 | B737 A32x           |                       |
| Katowice                  | Aeropuerto Internacional de Katowice              | Ryanair Wizz Air                                                 | B737 A32x           |                       |
| Lodz                      | Aeropuerto de Łódź-Władysław Reymont              | Ryanair                                                          | B737                |                       |
| Poznań                    | Aeropuerto de Poznań-Ławica                       | Ryanair                                                          | B737                |                       |
| Rzeszów                   | Aeropuerto de Rzeszów                             | Ryanair (Estacional)                                             | B737                |                       |
| Varsovia                  | Aeropuerto de Varsovia-Chopin                     | Ryanair Wizz Air                                                 | B737 A32x           |                       |
| Varsovia                  | Aeropuerto de Varsovia-Modlin                     | Ryanair                                                          | B737                |                       |
| Portugal                  |                                                   |                                                                  |                     |                       |
| Lisboa                    | Aeropuerto de Lisboa                              | Ryanair TAP Air Portugal (Estacional)                            | B737 A3xx           |                       |
| Oporto                    | Aeropuerto Francisco Sá Carneiro                  | Ryanair                                                          | B737                |                       |
| Reino Unido               |                                                   |                                                                  |                     |                       |
| Aberdeen                  | Aeropuerto Internacional de Aberdeen              | Ryanair (Estacional)                                             | B737                |                       |
| Birmingham                | Aeropuerto de Birmingham                          | easyJet Jet2.com Ryanair TUI Airways                             | A3xx B737 B7x7      |                       |
| Bournemouth               | Aeropuerto de Bournemouth                         | Jet2.com Ryanair                                                 | B737                |                       |
| Brístol                   | Aeropuerto Internacional de Brístol               | easyJet Jet2.com Ryanair                                         | A3xx B737           |                       |
| Cardiff                   | Aeropuerto de Cardiff                             | Ryanair (Estacional) TUI Airways Vueling                         | B737 B7x7 A3xx      |                       |
| Darlington                | Aeropuerto Internacional de Teesside              | Ryanair                                                          | B737                |                       |
| Edimburgo                 | Aeropuerto de Edimburgo                           | easyJet Jet2.com Ryanair                                         | A3xx B737           |                       |
| Exeter                    | Aeropuerto de Exeter                              | Ryanair                                                          | B737                |                       |
| Glasgow                   | Aeropuerto Internacional de Glasgow               | easyJet Jet2.com Ryanair TUI Airways]                            | A3xx B737 B7x7      |                       |
| Glasgow                   | Aeropuerto de Glasgow Prestwick                   | Ryanair (Estacional)                                             | B737                |                       |
| Leeds                     | Aeropuerto de Leeds-Bradford                      | Jet2.com Ryanair                                                 | B737                |                       |
| Liverpool                 | Aeropuerto de Liverpool-John Lennon               | easyJet Jet2.com Ryanair                                         | A3xx B737           |                       |
| Londres                   | Aeropuerto de Londres-Gatwick                     | British Airways easyJet Ryanair TUI Airways Vueling (Estacional) | A3xx B737 B7x7 A3xx |                       |
| Londres                   | Aeropuerto de Londres-Luton                       | easyJet Jet2.com Ryanair                                         | A3xx B737           |                       |
| Londres                   | Aeropuerto de Londres-Southend                    | easyJet                                                          | A3xx                |                       |
| Londres                   | Aeropuerto de Londres-Stansted                    | Jet2.com Ryanair                                                 | B737                |                       |
| Mánchester                | Aeropuerto de Mánchester                          | easyJet Jet2.com Ryanair TUI Airways]                            | A3xx B737 B7x7      |                       |
| Newcastle                 | Aeropuerto Internacional de Newcastle             | easyJet] (Estacional) Jet2.com Ryanair TUI Airways]              | A3xx B737 B7x7      |                       |
| Newquay                   | Aeropuerto de Newquay Cornwall                    | Ryanair                                                          | B737                |                       |
| Norwich                   | Aeropuerto Internacional de Norwich               | Ryanair                                                          | B737                |                       |
| Nottingham                | Aeropuerto de East Midlands                       | Jet2.com Ryanair TUI Airways]                                    | B737 B7x7           |                       |
| Southampton               | Aeropuerto de Southampton                         | easyJet                                                          | A3xx                |                       |
| República Checa           |                                                   |                                                                  |                     |                       |
| Pardubice                 | Aeropuerto de Pardubice                           | Ryanair                                                          | B737                |                       |
| Praga                     | Aeropuerto de Praga                               | easyJet Europe (Estacional) Eurowings                            | A3xx                |                       |
| Rumanía                   |                                                   |                                                                  |                     |                       |
| Bucarest                  | Aeropuerto Internacional de Bucarest-Henri Coandă | Wizz Air                                                         | A32x                |                       |
| Cluj-Napoca               | Aeropuerto Internacional de Cluj Napoca           | Wizz Air                                                         | A32x                |                       |
| Serbia                    |                                                   |                                                                  |                     |                       |
| Belgrado                  | Aeropuerto de Belgrado-Nikola Tesla               | Wizz Air                                                         | A32x                |                       |
| Suecia                    |                                                   |                                                                  |                     |                       |
| Estocolmo                 | Aeropuerto de Estocolmo-Arlanda                   | Norwegian Ryanair SAS                                            | B737 A3xx           |                       |
| Estocolmo                 | Aeropuerto de Estocolmo-Skavsta                   | Norwegian                                                        | B737                |                       |
| Estocolmo                 | Aeropuerto de Estocolmo-Västerås                  | Ryanair (Estacional)                                             | B737                |                       |
| Gotemburgo                | Aeropuerto de Gotemburgo-Landvetter               | Norwegian Ryanair SAS (Estacional)                               | B737 A3xx           |                       |
| Växjö                     | Aeropuerto de Växjö-Småland                       | Norwegian (Estacional) Ryanair (Estacional)                      | B737                |                       |
| Suiza                     |                                                   |                                                                  |                     |                       |
| Ginebra                   | Aeropuerto de Ginebra                             | easyJet Switzerland Swiss (Estacional)                           | A3xx A              |                       |
| Zúrich                    | Aeropuerto de Zúrich                              | easyJet Switzerland (Estacional) Swiss                           | A3xx A              |                       |
| Suiza Francia Alemania    |                                                   |                                                                  |                     |                       |
| Basilea/Mulhouse/Friburgo | Aeropuerto de Basilea-Mulhouse-Friburgo           | easyJet Switzerland                                              | A3xx                |                       |

## Estadísticas y Tráfico Aéreo

### Historial de pasajeros y operaciones
|                         | Pasejeros  | Operaciones | Mercancía Total |
| ----------------------- | ---------- | ----------- | --------------- |
| 2000                    | 6,038,266  | 56,427      | 7,745           |
| 2001                    | 6,542,121  | 56,550      | 7,923           |
| 2002                    | 7,010,322  | 59,268      | 6,548           |
| 2003                    | 8,195,454  | 66,571      | 5,848           |
| 2004                    | 8,571,144  | 71,387      | 6,036           |
| 2005                    | 8,795,705  | 76,109      | 5,193           |
| 2006                    | 8,893,720  | 76,813      | 4,931           |
| 2007                    | 9,120,631  | 79,756      | 4,533           |
| 2008                    | 9,578,304  | 81,097      | 5,982           |
| 2009                    | 9,139,607  | 74,281      | 3,199           |
| 2010                    | 9,382,935  | 74,474      | 3,112           |
| 2011                    | 9,913,764  | 75,572      | 3,011           |
| 2012                    | 8,855,764  | 62,468      | 2,527           |
| 2013                    | 9,638,835  | 68,305      | 2,589           |
| 2014                    | 10,066,067 | 71,571      | 2,637           |
| 2015                    | 10,575,288 | 74,086      | 3,587           |
| 2016                    | 12,344,945 | 87,113      | 5,461           |
| 2017                    | 13,706,513 | 89,527      | 5,040           |
| 2018                    | 13,981,320 | 96,734      | 4,013           |
| 2019                    | 15,047,840 | 101,408     | 4,032           |
| 2020                    | 3,739,499  | 37,153      | 3,519           |
| 2021                    | 5,841,181  | 51,505      | 3,984           |
| 2022                    | 13,202,880 | 90,109      | 4,649           |
| Source: Aena Statistics |            |             |                 |

## Plan de Aislamiento Acústico (PAA)
Sistema de monitorización de ruidos: El conocimiento de estos datos, permite al aeropuerto tomar medidas sancionadoras oportunas cuando las aeronaves se salgan sin justificación de la huella acústica.
Esta actuación, forma parte del cumplimiento del Plan de Aislamiento Acústico (PAA), que se inicia como consecuencia de la declaración de impacto ambiental de 2003 para la ampliación del Aeropuerto de Alicante. A fecha de enero de 2009, AENA ha finalizado el 85,30% del PAA, lo que significa que más de 1.500 viviendas repartidas entre Elche y Alicante ya están insonorizadas.

## Sistema de Gestión Ambiental (SGA)
Debido al aumento del tránsito, el aeropuerto ha vivido diversas obras de ampliación a lo largo de su historia, pero sin duda la que marcará un hecho insólito, es la que se está llevando a término actualmente, bajo la denominación de Plan Levante/Alicante.
Para poder afrontar este crecimiento de forma sostenible hay que considerar los factores ambientales, lo cual condujo en 2003 a la implantación de un Sistema de Gestión Ambiental (SGA), para asegurar el cumplimiento de los requisitos legales aplicables y permitir un mejor desarrollo ambiental.
El SGA de AENA -Aeropuerto de Alicante- tiene como referencia la Norma UNIX-EN ISO 14001: 2004 Sistemas de Gestión Ambiental: requisitos y orientación para su uso. El ámbito de aplicación es extensivo a la gestión y mantenimiento de las instalaciones e infraestructuras aeroportuarias, así como los servicios prestados por otras empresas que trabajan en el aeropuerto.
El sistema está certificado por AENOR desde septiembre del 2004, certificación que fue renovada con éxito en 2007.
- Control de aspectos ambientales en el SGA:
  - Gestión de residuos.
  - Control del almacenamiento de sustancias peligrosas.
  - Control de consumos.
  - Control de emisiones.
  - Control de vertidos.
  - Control de fauna y vegetación.
  - Control ambiental de empresas.

## Códigos internacionales
- Código IATA: ALC
- Código OACI: LEAL

## Transporte público y no motorizado
No existe parada de tren, pese a poderse localizar a simple vista la línea Murcia -Alicante desde el mismo aeropuerto.
Las líneas de autobús con las capitales de provincia cercanas (Murcia, Alicante) no cuentan con horario para los vuelos nocturnos. 
No existe carril bici al aeropuerto o dentro de él o aparcamiento para bicicletas.
La zona es inhóspita para el peatón, al no contar con aceras de salida del aeropuerto o en la carretera cercana.